# Liste der Straßennamen in Solingen (A–H)

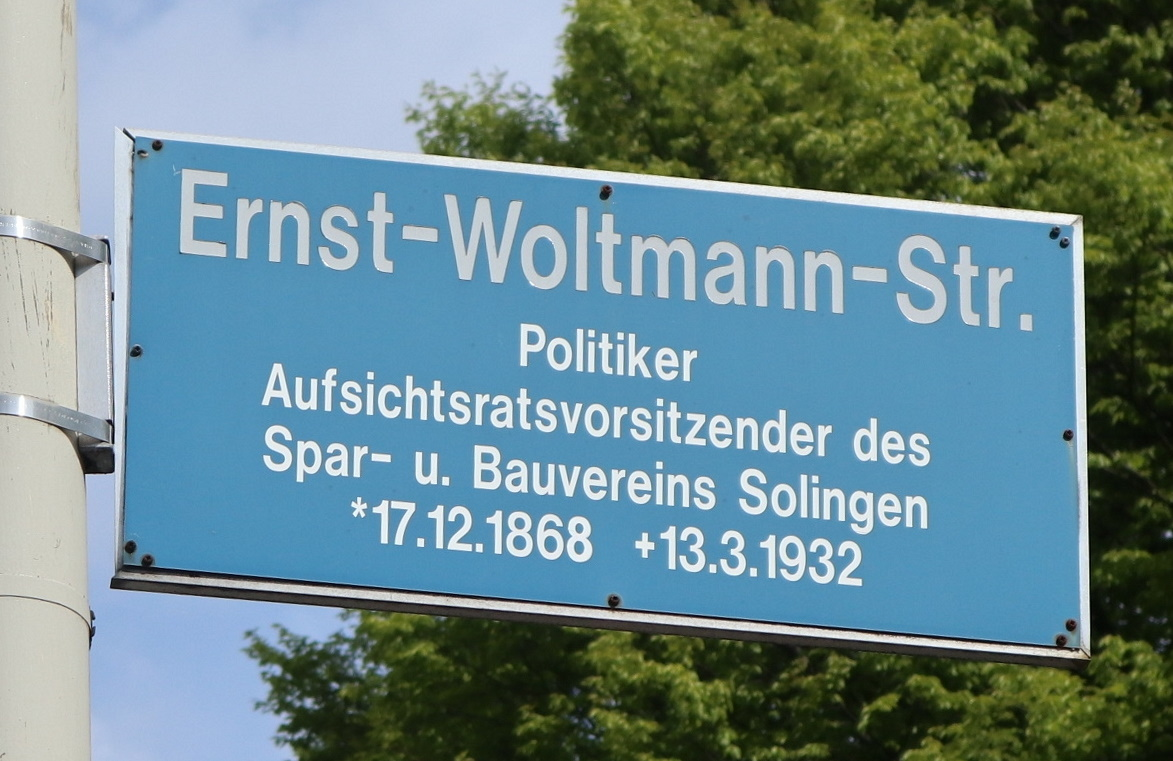
Ernst-Woltmann-Straße

Die Liste der Straßennamen in Solingen (A–H) enthält alle Straßen und Plätze dieses Buchstabenbereiches der bergischen Großstadt Solingen sowie eine Erläuterung zur Herkunft des Namens, soweit bekannt, eine Zuordnung zu den jeweiligen Stadtteilen sowie das gegebenenfalls betroffene Themengebiet des Einteilungsplanes für die Namensgebung von Straßen, Wegen und Plätzen.

## Hinweise
- Die Spalte Straßenname enthält die Bezeichnung der Straße oder des Platzes.
- Als Stadtteil sind die jeweiligen Stadtteile aufgelistet, zu der die Straßen und Plätze gehören.
- Die Spalte ggf. Einteilungsplan gibt Aufschluss darüber, ob die Straße Teil des offiziellen Einteilungsplanes für die Namensgebung von Straßen, Wegen und Plätzen der Stadt Solingen ist und wenn ja, in welchem Themengebiet.
- In der Spalte Bedeutung sind Erläuterungen zur Herkunft des Namens (etwa Orte, Persönlichkeiten oder historische Begebenheiten) angegeben, sowie die Links zu bestehenden Artikeln.
- Die Spalte Anmerkungen umfasst darüber hinaus gehende Informationen, wie etwa das Datum der Benennung, historische Straßennamen oder Hinweise auf ein Gebiet mit Straßennamen des gleichen Themenbereichs.

Alle Spalten sind sortierbar.

## Straßennamen A–H
| Inhaltsverzeichnis: | A – B – C – D – E – F – G – H |

| Straßenname                   | Stadtteil            | ggf. Einteilungsplan                            | Bedeutung | Anmerkungen |
| ----------------------------- | -------------------- | ----------------------------------------------- | --- | --- |
| Aachener Straße               | Ohligs               | Deutsche Städte                                 | Aachen, Großstadt in Nordrhein-Westfalen | Die Straße war (ebenso wie die heutige Lennestraße) ursprünglich bloß ein Teilabschnitt der Marktstraße, die nach dem Ohligser Markt benannt war, an dem sie vorüberführt, sie erhielt am 23. Mai 1935 den Namen Admiral-Hipper-Straße, nach dem Marineoffizier des Ersten Weltkrieges, Franz von Hipper, zur Verbannung militaristischer Symbole wurde die Straße vermutlich im Jahre 1946 in Aachener Straße umbenannt                                                                |
| Abendstraße                   | Höhscheid            |                                                 | Abend, später Teil des Tages | Die Mittag- und Abendstraße in diesem gründerzeitlichen Wohnviertel gehen auf die zuvor existierende Morgenstraße zurück, die sich von einer alten Flurbezeichnung ableitet, später wurden beide Straßen in vermeintlicher Analogie hinzubenannt, die erstmalige Benennung der Abendstraße erfolgte am 1. März 1904 |
| Abteiweg                      | Gräfrath             | Kirchengeschichte                               | Abtei, Kloster | |
| Abtsfeld                      | Höhscheid            |                                                 | Flurname | |
| Ackerstraße                   | Ohligs               |                                                 | Acker, landwirtschaftlich genutzter Boden | Womöglich grenzt die kleine Straße an vormalige Ackerflächen, heute befindet sich die Firma Kronprinz dort |
| Adalbertstraße                | Merscheid            |                                                 | Adalbert von Preußen (1811–1873), Oberbefehlshaber der preußischen Marine, Vorreiter für den Ausbau der Schiffsflotte | |
| Adlerstraße                   | Mitte                |                                                 | Adler, Greifvogel, der in Symbolik und Heraldik eine wichtige Rolle spielt | |
| Adolf-Clarenbach-Straße       | Wald                 |                                                 | Adolf Clarenbach (1497–1529), Märtyrer des Bergischen Landes | Anlässlich des 450. Geburtstages des Theologen bat die evangelische Kreissynode 1933 um die Umbenennung doppelter Straßennamen nach den Reformatoren Luther, Clarenbach und Melanchthon, die Clarenbachstraße (vormals Bergstraße) erhielt ihren Namen am 3. November 1933 |
| Adolf-Kolping-Straße          | Wald                 |                                                 | Adolph Kolping (1813–1865), deutscher katholischer Priester und Begründer des Kolpingwerkes | Der vorher zu Ohligs gehörende Abschnitt hieß Siegesstraße, der Abschnitt, der zu Wald gehörte, hieß Kamper Straße, beide Abschnitte wurden 1935 zur Siegesstraße zusammengefasst und erhielten etwa 1946/1947 zur Verbannung nationalsozialistischer Symbole ihren heutigen Namen |
| Adolfstraße                   | Höhscheid            |                                                 | Adolf, männlicher Vorname | Die Benennung der Straße erfolgte am 3. Juli 1906 |
| Agnesstraße                   | Mitte                | Weibliche Vornamen                              | Agnes, Vorname | |
| Ahornstraße                   | Gräfrath             |                                                 | Ahorn, Baumart der Rosskastaniengewächse | vormals Adlerstraße, Umbenennung wegen Dopplung nach der Städtevereinigung, auf einer Seite säumen die Straße tatsächlich Ahorne |
| Ahrstraße                     | Ohligs               | Deutsche Flüsse                                 | Ahr, Fluss in Rheinland-Pfalz | |
| Akazienweg                    | Mitte                |                                                 | Akazie, Baumart der Mimosengewächse | |
| Alberichweg                   | Gräfrath             | Nibelungensage                                  | Alberich, Figur der Nibelungensage | |
| Albertus-Magnus-Straße        | Gräfrath             | Philosophen und Gelehrte                        | Albertus Magnus (1200–1280), deutscher Gelehrter und Bischof | |
| Albrechtplatz                 | Mitte                |                                                 | Albrecht von Preußen (1809–1872), preußischer Prinz und Generaloberst | |
| Albrechtstraße                | Mitte                |                                                 | siehe Albrechtplatz | |
| Alemannenstraße               | Aufderhöhe           |                                                 | Alemannen, germanischer Volksstamm | vormals Friesenstraße, die Umbenennung der Straße in die thematisch ebenso passende Alemannenstraße erfolgte am 26. April 1935 aufgrund der Dopplung des alten Namens |
| Alexander-Coppel-Straße       | Mitte                |                                                 | Alexander Coppel (1865–1942), Solinger Unternehmer und von den Nazis ermordeter Jude | |
| Alexanderstraße               | Mitte                |                                                 | Alexander, männlicher Vorname | Die Straße erhielt ihren Namen am 14. Juni 1904, nachdem sie zuvor als unbefestigter Weg landläufig Ackerstraße hieß, die Idee zur Benennung lieferte der Anwohner Lüttges, dessen Sohn Alexander hieß |
| Alfred-Nobel-Straße           | Mitte                | Nobelpreisträger                                | Alfred Nobel (1833–1896), schwedischer Chemiker und Erfinder des Dynamits, Namensgeber des Nobelpreises | Die Erschließungsstraße zum Neubaugebiet Kannenhof erhielt ihren Namen im Jahre 1967 |
| Alleestraße                   | Gräfrath             |                                                 | Allee, seitlich von Bäumen begrenzter Weg | Trotz ihres Namens war diese Straße nie eine Allee |
| Allgäustraße                  | Mitte                | Deutsche Landschaften                           | Allgäu, Landschaft Oberschwabens | |
| Alsenstraße                   | Wald                 |                                                 | Alsen, dänische Insel in der Ostsee, auf die die preußischen Truppen 1864 übersetzten und so den Sieg herbeiführten | In diesem Wohngebiet tragen zwei Straßen die Namen von bedeutsamen Orten im Deutsch-Dänischen Krieg, Alsen- und Düppelstraße |
| Alte Heerstraße               | Wald                 |                                                 | möglicherweise historischer Marschweg von russischen Militäreinheiten im Jahre 1813 | Die vormalige Hermannstraße erhielt ihren neuen Namen aufgrund der Dopplung am 26. April 1935 |
| Alte Straße                   | Wald                 |                                                 | nach dem Historischen Ortskern Walds, in den die Straße führt | Die Benennung der Straße erfolgte am 29. Januar 1877 |
| Alte Ziegelei                 | Gräfrath             |                                                 | nach der ehemals dort am Untenflachsberg befindlichen, alten Ziegelei | Standort einer der insgesamt 20 verschiedenen Ziegelwerke in Solingen, der Betrieb wurde nach 1979 eingestellt und das Gebäude in Gräfrath abgerissen, heute Gewerbegebiet |
| Altenbau                      | Mitte                |                                                 | Ortslage Altenbau, der Name setzt sich aus dem Familiennamen Alt oder Alte und dem Wort Bau für einen Fabrikbau zusammen | Der Name ist seit dem Jahr 1800 nachweisbar |
| Altenberger Weg               | Merscheid            |                                                 | Abtei Altenberg, Jahrhunderte alte Zisterzienser-Abtei bei Odenthal im Bergischen Land | Das nahe Gut Untengönrath gehörte lange Zeit zum Kloster Altenberg, in diesem Zusammenhang erfolgte die Umbenennung der vormaligen Sonnenstraße am 26. April 1935 |
| Altenfeld                     | Gräfrath             |                                                 | Hofschaft Altenfeld | Der Name war bereits vor 1715 existent |
| Altenhof                      | Wald                 |                                                 | Hofschaft Altenhof | |
| Altenhofer Straße             | Wald                 |                                                 | siehe Altenhof | Die Straße erhielt ihren Namen am 29. Januar 1887, zunächst auf dem oberen Abschnitt, der zu Ohligs gehörende Abschnitt von Brüderstraße bis Haaner Straße hieß erst Friedrichstraße, seit Mitte der 1930er Jahre aber auch Altenhofer Straße |
| Alter Markt                   | Mitte                | Historische Namen                               | Ursprünglicher, erster Marktplatz in Solingen | Der Name war bereits vor 1684 existent |
| Altmarkstraße                 | Mitte                | Deutsche Landschaften                           | Altmark, Region im Norden Sachsen-Anhalts | |
| Alzenauer Weg                 | Aufderhöhe           | Schlesien, Patenschaft Goldberg                 | Alzenau (heute Olszanka), Stadt in Südwestpolen | |
| Am alten Stadion              | Ohligs               |                                                 | nach dem 2018 abgerissenen Stadion am Hermann-Löns-Weg | Eine der Erschließungsstraßen des neuen Wohngebietes an der Stelle des abgerissenen Stadions erhielt nach Beschluss der Bezirksvertretung Ohligs/Aufderhöhe/Merscheid im Herbst 2018 den an die Spielstätte erinnernden Namen |
| Am Bergelchen                 | Aufderhöhe           |                                                 | Flurname | Bei der Benennung von Straßen in Neubaugebieten wird häufig auf historische Flurnamen der Umgebung zurückgegriffen |
| Am Buschberg                  | Höhscheid            |                                                 | Flurname | Bei der Benennung von Straßen in Neubaugebieten wird häufig auf historische Flurnamen der Umgebung zurückgegriffen |
| Am Graben                     | Gräfrath             |                                                 | Wallgraben, Teil der ehemaligen Gräfrather Ortsbefestigung | |
| Am Hecker Banden              | Wald                 |                                                 | nach dem Hofschaftsnamen Hecken, das Wort Banden steht für eine feuchte Wiese | Bei der Benennung von Straßen in Neubaugebieten wird häufig auf historische Flurnamen der Umgebung zurückgegriffen |
| Am Kampsiepen                 | Höhscheid            |                                                 | Flurname | Bei der Benennung von Straßen in Neubaugebieten wird häufig auf historische Flurnamen der Umgebung zurückgegriffen |
| Am Kannenhof                  | Mitte                |                                                 | Ortsteil Kannenhof, der Name leitet sich von dem Nachnamen des Soldatenführers und Kapitänleutnants Werner von Cann ab, der sich dort vermutlich nach dem Dreißigjährigen Krieg niederließ.                                                                  | |
| Am Mühlenfeld                 | Krahenhöhe           |                                                 | Flurname | Die neu angelegte Straße erhielt ihren Namen zusammen mit der angrenzenden Straße An der Bienenhalle im September 2016 |
| Am Neumarkt                   | Mitte                |                                                 | nach dem Neumarkt, der sich an der Straße befindet | Der ursprüngliche Feldweg führte an Feldern der Familie Arns vorbei, weshalb er zunächst Arns-/Arndtsgasse genannt wurde, der neue Markt wurde 1867 angelegt, mit dem Ausbau der Straße erhielt sie den Namen Hochstraße, am 25. Mai 1933 wurde die Straße in Schlageterstraße umbenannt, im Zuge der Entnazifizierung erfolgte die Umbenennung am 25. Juni 1945 |
| Am Pohligsfeld                | Aufderhöhe           |                                                 | Flurname, siehe Pohligshof | Bei der Benennung von Straßen in Neubaugebieten wird häufig auf historische Flurnamen der Umgebung zurückgegriffen |
| Am Siebels                    | Aufderhöhe           |                                                 | Hofschaft Siebels | Bei der Benennung von Straßen in Neubaugebieten wird häufig auf historische Flurnamen der Umgebung zurückgegriffen |
| Am Siefen                     | Wald                 |                                                 | Flurname, das Wort siefen steht für eine feuchte Wiese | Bei der Benennung von Straßen in Neubaugebieten wird häufig auf historische Flurnamen der Umgebung zurückgegriffen |
| Am Stadtgarten                | Merscheid            |                                                 | nach der angrenzenden, ehemals sogenannten Parkanlage Stadtgarten im Lochbachtal | Die Benennung der Straße erfolgte am 26. April 1935 |
| Am Südpark                    | Mitte                |                                                 | nach dem angrenzenden Südpark um den alten Hauptbahnhof | Die Straße trug zwischen dem 12. Mai 1896 und ihrer im Zuge der Umgestaltung des Südparks in den 2000er Jahren den Namen Lagerstraße (nach den angrenzenden Güterhallen) |
| Am Vogelsanger Busch          | Wald                 |                                                 | Flurname, nach dem Hofschaftsnamen Vogelsang, die Bezeichnung Busch deutet auf ein bewaldetes Gebiet hin | Bei der Benennung von Straßen in Neubaugebieten wird häufig auf historische Flurnamen der Umgebung zurückgegriffen |
| Am Walder Busch               | Wald                 |                                                 | Flurname, die Bezeichnung Busch deutet auf ein bewaldetes Gebiet hin | |
| Am Wall                       | Gräfrath             |                                                 | Teil der ehemaligen Gräfrather Ortsbefestigung | 1734 waren die Wälle noch vorhanden |
| Am Weisenhäuschen             | Ohligs               |                                                 | nach der Ortslage Weissenhäuschen, um 1869 befanden sich an der Stelle der heutigen Straße zwei Häuser einer Familie Weiss oder Weiß, die Gegend erhielt darum mundartlich den Namen Weisenhäuschen                                                          | Die neu angelegte Straße erhielt im Jahre 1990 ihren Namen in Anlehnung an die alte Flurbezeichnung |
| Am Wittenberg                 | Höhscheid            |                                                 | Flurname | Die Straße erhielt am 31. März 1938 den Namen Herbert-Norkus-Weg, im Zuge der Entnazifizierung erfolgte am 28. Juni 1945 die Umbenennung |
| Amelungenweg                  | Gräfrath             | Nibelungensage                                  | Amelungen, gotisches Herrschergeschlecht | |
| Ammerweg                      | Ohligs               | Deutsche Flüsse                                 | Ammer, linker Nebenfluss des Neckars | |
| Amorweg                       | Gräfrath             | Mythische Gottheiten                            | Amor, römischer Gott der Liebe | |
| Amselstraße                   | Ohligs               |                                                 | Amsel, Vogelart der Gattung Echte Drosseln | vormals Finkenstraße, die Umbenennung der Straße erfolgte am 26. April 1935 |
| Amtstor                       | Mitte                | Historische Namen                               | Parallelstraße zum Neutor, ein so benanntes Tor hat jedoch nie in Solingen existiert | |
| An den Eichen                 | Aufderhöhe           |                                                 | nach den Eichenbäumen, die den Weg ursprünglich säumten | Dem ursprünglich schmalen Feldweg mit den Eichen am Rand wurde nach seinem Ausbau zur Straße in den 1980er Jahren dieser traditionelle Name gegeben, die Benennung erfolgte am 18. Februar 1981 |
| An der Bienenhalle            | Krahenhöhe           |                                                 | nach einer früher dort befindlichen Veranstaltungshalle, die den Namen Bienenhalle trug | Die neu angelegte Straße erhielt ihren Namen zusammen mit der angrenzenden Straße Am Mühlenfeld im September 2016 |
| An der Jugendherberge         | Burg                 |                                                 | nach der an dieser Straße befindlichen Jugendherberge Burg | |
| An der Foche                  | Wald                 |                                                 | Wohnplatz Foche, dies ist vermutlich abgeleitet von der Windfoche, also einer dem Wind ausgesetzten Stelle | Bei der Benennung von Straßen in Neubaugebieten wird häufig auf historische Flurnamen der Umgebung zurückgegriffen |
| An der Gemarke                | Aufderhöhe           |                                                 | ? | |
| Andersenstraße                | Wald                 | Maler und Bildhauer                             | Robin Christian Andersen (1890–1969), österreichischer Maler | |
| Andreasstraße                 | Merscheid            | Männliche Vornamen                              | Andreas, Vorname | Die Straße hieß zunächst ab 13. August 1901 Krügerstraße nach Paulus Krüger, Präsident der Südafrikanischen Republik, die Benennung erfolgte in der Zeit des Burenkrieges (1899–1902) im Zusammenhang mit der Nachbarstraße, der Dewetstraße (heute Wolfgangstraße). Die Umbenennung der Krügerstraße zu Andreasstraße geschah 1976, die der Dewetstraße zu Wolfgangstraße 1980 |
| Anfangstraße                  | Ohligs               |                                                 | nach der Ortslage Anfang | |
| Angerscheid                   | Burg                 |                                                 | Ortslage Angerscheid | |
| Ankerstraße                   | Ohligs               |                                                 | nach der früher dort ansässigen Schankwirtschaft Im Anker bzw. auch nach der gleichnamigen Ortslage Anker | |
| Annastraße                    | Mitte                | Weibliche Vornamen                              | Anna, Vorname | |
| Apfelbaum                     | Wald                 |                                                 | Ortslage Apfelbaum, der Name Apfelbaum wohl vom gleichnamigen Baum auf den Hof übertragen | Oftmals wurden einzelne Bäume für die Benennung von Höfen herangezogen |
| Argonner Weg                  | Höhscheid            |                                                 | Argonnen, französisches Hügelland, oft Kriegsschauplatz der Deutschen | Die Straßenbenennung erfolgte nach der Errichtung der SBV-Wohnsiedlung als Zeichen der Gebietsansprüche des Großdeutschen Reiches am 26. April 1935 |
| Asternstraße                  | Aufderhöhe           |                                                 | Astern, Pflanzengattung innerhalb der Familie der Korbblütler | |
| Aue                           | Gräfrath             |                                                 | Ortslage Aue, die Aue ist eine Flusswiese, hier das Wupperufer | |
| Auenberg                      | Aufderhöhe           |                                                 | Ortslage Auenberg, möglicherweise eine Anhöhe oberhalb einer Flusswiese | |
| Auer Kotten                   | Höhscheid            |                                                 | nach dem ehemaligen Auer Kotten, benannt nach der Lage des Kottens in den Wupperauen bei Wupperhof | |
| Auer Weg                      | Mitte                |                                                 | die Straße führt zur Gräfrather Aue | |
| Auf dem Kämpchen              | Aufderhöhe           |                                                 | Flurname, ein Kämpchen ist ein kleines Feld | Bei der Benennung von Straßen in Neubaugebieten wird häufig auf historische Flurnamen der Umgebung zurückgegriffen |
| Auf dem Thorfeld              | Mitte                |                                                 | Flurname | Bei der Benennung von Straßen in Neubaugebieten wird häufig auf historische Flurnamen der Umgebung zurückgegriffen |
| Aufderbech                    | Aufderhöhe           |                                                 | Hofschaft Aufderbech, das Wort Bech leitet sich von Bach ab | |
| Aufderhöhe                    | Aufderhöhe           |                                                 | Hofschaft Aufderhöhe, nach der Lage der Hofschaft auf dem Berg zwischen Landwehr und Brücke, also auf der Höhe | Der Name war bereits vor 1642 existent |
| Aufderhöher Straße            | Aufderhöhe           |                                                 | siehe Aufderhöhe | |
| August-Dicke-Straße           | Mitte                | Schwertschmiede und Alt-Solinger Bürger         | August Dicke (1859–1929), Oberbürgermeister von Solingen von 1896 bis 1928, Initiator der Städtevereinigung und Ehrenbürger | Die Namensgebung in der neuen SBV-Wohnsiedlung am Weyersberg sorgte 1953 für Kontroversen im Stadtrat, schließlich folgte man den Vorschlägen der Genossenschaft zur Rudolf-Schwarz- und der August-Dicke-Straße, aus Woltmannweg wurde die Ernst-Woltmann-Straße |
| Augustastraße                 | Mitte                |                                                 | Kaiserin Augusta (1811–1890), Ehefrau von Kaiser Wilhelm I. | Die Benennung der Straße erfolgte am 15. September 1889 |
| Augustinerstraße              | Wald                 |                                                 | nach dem an der Straße ehemals befindlichen Augustinusheim | vormals Neustraße, Umbenennung wegen Dopplung am 26. April 1935 |
| Bachstelzenweg                | Höhscheid            | Zoologie Vögel                                  | Bachstelze, Art der Gattung der Stelzen | |
| Bachtor                       | Mitte                | Historische Namen                               | Südöstliches Stadttor der ehemaligen Solinger Altstadt | |
| Bäckershof                    | Merscheid            |                                                 | Hofschaft Bäckershof, abgeleitet vom Familiennamen Bäcker | |
| Backesheide                   | Gräfrath             |                                                 | Ortslage Backesheide, vielleicht von Backes = Backhaus abgeleitet | |
| Badstraße                     | Aufderhöhe           |                                                 | nach einem früher dort befindlichen Badeteich | |
| Bahnhofstraße                 | Mitte                |                                                 | Standort des alten Hauptbahnhofes | Die Straße erhielt ihren Namen zu Zeiten des Reichsbahnhofes „Solingen Hauptbahnhof“ am 26. Juli 1910 |
| Bahnstraße                    | Ohligs               |                                                 | nach dem Straßenverlauf, der den Bahngleisen folgt, außerdem Standort des Solinger Hauptbahnhofes (vormals Solingen-Ohligs) | |
| Baldungweg                    | Wald                 | Maler und Bildhauer                             | Hans Baldung (1484/5–1545), deutscher Maler, Zeichner und Kupferstecher | |
| Balkhausen                    | Höhscheid            |                                                 | nach dem Ortsteil Balkhausen an der Wupper, bestehend aus den drei Hofschaften I., II. und III. Balkhausen, der Name leitet sich wohl von einem dortigen Wuppersteg ab                                                                                       | |
| Balkhauser Weg                | Höhscheid            |                                                 | siehe Balkhausen | |
| Bandesmühle                   | Gräfrath             |                                                 | nach der Bandesmühle, diese ist eine im Banden, also in der feuchten Wiese, gelegene Mühle | |
| Barbaraweg                    | Gräfrath             | Weibliche Vornamen                              | Barbara, Vorname | |
| Barl                          | Aufderhöhe           |                                                 | Hofschaft Barl, eine der ältesten Hofschaften auf Solinger Gebiet | |
| Barler Straße                 | Ohligs               |                                                 | siehe Barl | |
| Basaltweg                     | Krahenhöhe           | Mineralien und Gesteine                         | Basalt, basisches vulkanisches Gestein | |
| Bauermannskulle               | Höhscheid            |                                                 | Hofschaft Bauermannskulle, vermutlich eine Kuhle oder Senke, die einem Bauern namens Bauermann gehörte | Für die Straßennamen des in den 1980er Jahren entstandenen Neubaugebiets an der Bauermannskulle wurden historische Flur- und Gewannenbezeichnungen gewählt, der Hof eines Abraham Baurmann in der Kullen wurde erstmals 1705 urkundlich erwähnt |
| Baumstraße                    | Mitte                |                                                 | Erschließungsstraße des alten Botanischen Gartens Kannenhof, des heutigen Gustav-Coppel-Parks | |
| Bauskotten                    | Wald                 |                                                 | nach dem ehemaligen Bauskotten, einem Schleifkotten nach dem Familiennamen Baus | |
| Bausmühlenstraße              | Wald                 |                                                 | nach der Bausmühle, einer historischen Mühlenanlage am Ufer der Itter, der Name leitet sich von dem Eigentümernamen Baus ab | Die Straße trug bis 1975 den Namen Eschbachstraße und verlor ihn nach der Eingemeindung der Stadt Burg zugunsten der gleichnamigen Straße dort |
| Baustraße                     | Ohligs               |                                                 | ? | |
| Bavert                        | Wald                 |                                                 | Hofschaft Bavert, ursprünglich Baverode, Wenke vermutet hier als Ursprung einen Familiennamen, die Endung -rode deutet auf eine Rodung hin | Hofschaftsname bereits vor 1300 existent |
| Baverter Straße               | Wald                 |                                                 | siehe Bavert | |
| Bayernweg                     | Mitte                | Deutsche Landschaften                           | Bayern, Land im Süden Deutschlands | |
| Bebelallee                    | Merscheid/Wald       |                                                 | August Bebel (1840–1913), deutscher Politiker und einer der Begründer der organisierten sozialdemokratischen Arbeiterbewegung in Deutschland | 1901 hieß der untere Teil Kaiserstraße, der obere Teil vom Lochbach bis zur Weyerstraße hieß Königstraße, 1922 wurde die gesamte Straße in Republikstraße umbenannt, 1933 folgte die Umbenennung in Litzmann-Allee, im Jahre 1946 erhielt die Straße ihren heutigen Namen |
| Bechershäuschen               | Höhscheid            |                                                 | Ortslage Bechershäuschen im Weinsbergtal, abgeleitet von dem Familiennamen Becher | |
| Becher Straße                 | Wald                 |                                                 | Hofschaft Bech, Bech bedeutet Bach, die Hofschaft befindet sich am Lochbach | Hofschaftsname bereits vor 1690 existent |
| Bechsteinstraße               | Gräfrath             | Märchen                                         | Ludwig Bechstein (1801–1860), deutscher Schriftsteller, Bibliothekar, Archivar und Apotheker, bekannt für seine Sammlung deutscher Volksmärchen | |
| Beckmannstraße                | Höhscheid            |                                                 | nach der ehemaligen Brauerei Beckmann, die dort ansässig war und deren Grundstück die neu angelegte Straße zerschnitt | Die Straße wurde im Jahre 1905 angelegt und erhielt den Namen am 17. November 1905 |
| Beethovenstraße               | Merscheid/Mitte      |                                                 | Ludwig van Beethoven (1770–1827), deutscher Komponist | Die Straße war im Jahre 1832 nur ein schlecht unterhaltener Kommunalweg und doch die Hauptverbindung zwischen Solingen und Düsseldorf, und trug die Ortsbezeichnung Dingshaus, im Jahre 1889 erfolgte die Umbenennung in Victoriastraße (nach Kaiserin Victoria), die erneute Umbenennung zur Verbannung kaiserlicher Symbole erfolgte im Jahre 1922 |
| Behaimweg                     | Höhscheid            | Astronomen, Mathematiker, Geographen            | Martin Behaim (1459–1507), deutscher Kartograf, Astronom und Kosmograph | |
| Behringstraße                 | Wald                 |                                                 | Emil Adolf von Behring (1854–1917), deutscher Bakteriologe und Serologe sowie Träger des ersten Nobelpreises für Medizin | Die Straße erhielt ihren Namen am 21. März 1912, die Städtischen Krankenanstalten (= das heutige Städtische Klinikum) liegen ganz in der Nähe der Straße, was die Namenswahl der Straße erklären könnte |
| Belfortstraße                 | Merscheid            |                                                 | Schlacht bei Belfort, Schlacht des Deutsch-Französischen Krieges im Jahre 1871 | In diesem großen vorkrieglichen Merscheider Wohngebiet tragen viele Straßen die Namen von Schlachtorten im Deutsch-Französischen Krieg 1870/1871, die Belfortstraße erhielt ihren Namen um das Jahr 1905 |
| Belliniweg                    | Wald                 | Maler und Bildhauer                             | Gentile Bellini (1429–1507), venezianischer Maler | Die Straße war früher ein Teil des Felder Hofs, die Umbenennung erfolgte im Zuge der Neuordnung der Hofschaften am 21. Mai 1976 |
| Benrather Straße              | Ohligs               |                                                 | Benrath, Stadtteil von Düsseldorf, zum Zeitpunkt der Straßenbenennung selbstständige Stadt Benrath am Rhein | |
| Berg-Isel-Weg                 | Merscheid            | Bergnamen                                       | Bergisel, Berg in den Alpen | Die Straße erhielt ihren Namen in der ersten Hälfte der 1980er Jahre zu Ehren der Erfolge von Rosi Mittermaier am gleichnamigen Berg in den Alpen im Jahre 1976, der Namensvorschlag hatte wohl die volle Unterstützung des Solinger FDP-Ratsherrn und bekennenden Alpen-Liebhabers Walter Freund |
| Bergerstraße                  | Höhscheid            |                                                 | Peter Daniel Berger (1804–1873), Kaufmann und Bürgermeister von Höhscheid von 1849 bis 1873 | Der seit der Mitte des 19. Jahrhunderts anerkannte Gemeindeweg zwischen Neuenhof und Untenhöhscheid erhielt am 4. Juni 1883 seinen heutigen Namen |
| Bergfeld                      | Höhscheid            |                                                 | Flurname, vermutlich das Feld der Eigentümerfamilie Berg | Bei der Benennung der Straßen im Neubaugebiet Bauermannskulle griff man auf historische Flurbezeichnungen aus der Urkarte von 1829 zurück, die Felder westlich des Höhscheider Hofes trugen dort den Namen Bergfeld |
| Bergstraße                    | Mitte                |                                                 | der Grundbesitz der Familie Berg befand sich an dieser Straße, möglicherweise erfolgte die Benennung auch zu Ehren des Kommerzienrats Gustav Berg | |
| Berndtstraße                  | Mitte                |                                                 | Die Straße wurde vom damaligen Eigentümer und Bauunternehmer Stockhocko ausgebaut, dessen Witwe den Namen Berndt trug | |
| Bernhard-Bartlau-Platz        | Gräfrath             |                                                 | Bernhard Bartlau (1863–1927), Gräfrather Bürgermeister (1900–1924) und Begründer des Bauvereins Gräfrath | Die zuvor namenlose Grünfläche am Rande einer Siedlung des Bauvereins Gräfrath erhielt nach Umgestaltung am 5. März 2024 ihren heutigen Namen |
| Bertha-von-Suttner-Straße     | Mitte                | Nobelpreisträger                                | Bertha von Suttner (1843–1914), österreichische Friedensaktivistin und Friedensnobelpreisträgerin | |
| Bertholdstraße                | Wald                 |                                                 | Rudolf Berthold (1891–1920), deutscher Jagdflieger im Ersten Weltkrieg | Die vormalige Hochstraße wurde wegen der Dopplung des Straßennamens am 26. April 1935 umbenannt, passend zum Themengebiet der Jagdflieger des Ersten Weltkrieges, das Wald zugewiesen bekam, viele Straßen mit militaristischen Symbolen wurden nach dem Zweiten Weltkrieg umbenannt, die Bertholdstraße behielt indes ihren Namen |
| Bertramsmühle                 | Burg                 |                                                 | Hofschaft Bertramsmühle, also einer Mühle der Besitzerfamilie Bertram | |
| Bertramsmühler Weg            | Burg                 |                                                 | siehe Bertramsmühle, verläuft am Bertramsmühler Bach entlang | Die Straße erhielt ihren Namen am 20. Juli 1935 |
| Beuthener Straße              | Wald                 | Ostdeutsche Städtenamen                         | Beuthen, Stadt in Polen | |
| Bicksfeld                     | Aufderhöhe           |                                                 | Flurname | |
| Bielauer Weg                  | Aufderhöhe           | Schlesien, Patenschaft Goldberg                 | Bielau, Dorf in Polen | |
| Bimerich                      | Gräfrath             |                                                 | Ortslage Bimerich, möglicherweise abgeleitet vom Wort Bimer, also einer Art Krammetsvogel, eventuell aber auch abgeleitet von der Endung -merich alias -nberg, nach anderen Quellen kann das Wort auch als Bienenberg gedeutet werden                        | |
| Bimericher Straße             | Gräfrath             |                                                 | siehe Bimerich | |
| Birken                        | Krahenhöhe           |                                                 | Hofschaft Birken, vermutlich abgeleitet vom Familiennamen Birk | |
| Birkendahl                    | Aufderhöhe           |                                                 | Hofschaft Birkendahl, die Endung -dahl in der Bedeutung -tal, also ein mit Birken bestandenes Tal | Der Flurname ist bereits vor 1488 existent gewesen |
| Birkenweiher                  | Mitte                |                                                 | nach einem früher dort befindlichen, von Birken umstandenen Weiher | Die Umbenennung des vorherigen Schillerplatzes erfolgte am 26. April 1935 |
| Birkerstraße                  | Mitte                |                                                 | nach dem Birkenweiher und dem vormaligen Birkensträßchen | |
| Birkhauser Busch              | Aufderhöhe           |                                                 | Flurname, wie auch Börkhaus leitet sich Birkhaus wohl von Birke ab | Die Straßen in Neubaugebieten sind häufig nach historischen Flurbezeichnungen benannt |
| Bismarckplatz                 | Höhscheid            |                                                 | Otto von Bismarck (1815–1898), deutscher Politiker und Staatsmann, Ehrenbürger von Solingen, Wald und Gräfrath | In den vorkrieglichen Vierteln um Bismarck- und Bülowplatz tragen einige Straßen noch immer die Namen preußischer Generäle und Staatsmänner, der Platz hieß zwischenzeitlich (1922–1933) Bebelplatz und erhielt seinen ursprünglichen Namen am 4. März 1902 |
| Bismarckstraße                | Höhscheid            |                                                 | siehe Bismarckplatz | Die Straße erhielt ihren Namen am 4. März 1902 |
| Blaupfeilweg                  | Ohligs               |                                                 | Blaupfeile, eine Libellengattung | Die Straße erschließt das neue Wohngebiet auf dem Gelände des ehemaligen Stadions am Hermann-Löns-Weg und erhielt ihren Namen auf Wunsch der Grünen angelehnt an ortstypische Pflanzen- und Tierarten der nahen Ohligser Heide nach Beschluss der Bezirksvertretung Ohligs/Aufderhöhe/Merscheid im Herbst 2018 |
| Bleichstraße                  | Mitte                |                                                 | nach der sich dort neben einem alten Waschteich befindlichen Bleiche, also einer Wiese, auf der die Wäsche zum Trocknen aufgehängt wurde | |
| Blücherstraße                 | Merscheid            |                                                 | Gebhard Leberecht von Blücher (1742–1819), preußischer Generalfeldmarschall, der sich in bedeutenden Schlachten hervorgetan hat | Einige Straßen östlich der Bebelallee tragen noch heute die Namen preußischer Generäle, Blücher-, Roon- und Moltkestraße |
| Blumenstraße                  | Mitte                |                                                 | Blumen, umgangssprachliche Bezeichnung für dekorative Blüten | Als Fußweg zwischen diversen Gärten bis in das letzte Drittel des 19. Jahrhunderts erhielt die Straße den naheliegenden Namen, außerdem gab es verschiedene Gärtnereien dort |
| Blumental                     | Gräfrath             |                                                 | Ortslage Blumental | |
| Blumentalweg                  | Gräfrath             |                                                 | siehe Blumental | |
| Blythweg                      | Aufderhöhe           | Solingens internationale Städtefreundschaft     | Blyth, Solingens Partnerstadt in Groß-Britannien | |
| Böckersberg                   | Widdert              |                                                 | Ortslage Böckersberg, abgeleitet von dem Familiennamen Böcker oder Böker | |
| Böcklinstraße                 | Wald                 | Maler und Bildhauer                             | Arnold Böcklin (1827–1901), Schweizer Maler | |
| Bodlenberg                    | Ohligs               |                                                 | nach der Ortslage Bodlenberg, die von dem Adelsgeschlecht von Bodlenberg ihren Namen hat, das neben dem Schloss Hackhausen einige Ländereien besaß | Der Ortsname wurde um 1800 erstmals erwähnt, der bei Brangs genannten Angabe einer Ersterwähnung um das Jahr 1241 kann nicht gefolgt werden |
| Bogenstraße                   | Ohligs               |                                                 | nach dem bogenförmigen Straßenverlauf | Die Straße erhielt ihren Namen am 23. August 1904 |
| Bonner Straße                 | Aufderhöhe/Ohligs    |                                                 | Bonn, Großstadt in Nordrhein-Westfalen | vormals Kölner Straße, Umbenennung wegen Dopplung am 26. April 1935 |
| Borchertstraße                | Höhscheid            | Dichter und Literaten                           | Wolfgang Borchert (1921–1947), deutscher Schriftsteller | |
| Börkhaus                      | Aufderhöhe           |                                                 | ehemalige Hofschaft Börkhaus, eventuell abgeleitet von Birke | |
| Börsenstraße                  | Widdert              |                                                 | nach der Börse, einem Ort für Warengeschäfte | Die vormalige Widderter Straße erhielt im Dezember 1889 den Namen Börsenstraße nach der historischen Flurbezeichnung Auf der Börse, kurz vor dem Ersten Weltkrieg wurde die Straße Richtung Solingen auf ihre heutige Größe verlängert |
| Botenweg                      | Merscheid            |                                                 | nach dem Boten | In der Wohnsiedlung nördlich der Hofschaft Dahl, die für ihr Gerichtswesen bekannt war, tragen einige Straßen die Namen des Themengebietes Gerichtswesen, Benennung am 18. Oktober 1955 |
| Bozener Straße                | Höhscheid            |                                                 | Bozen, Gemeinde in Südtirol | Die Straßenbenennung erfolgte als Zeichen der Gebietsansprüche des Großdeutschen Reiches, vormals Hindenburgstraße, nach Reichspräsident von Hindenburg, Umbenennung am 26. April 1935 |
| Brabanter Straße              | Ohligs               |                                                 | nach der Ortslage Brabant, Brangs vermutet, der Name Brabant (= Ödland) für diese Gegend könnte im Hinblick auf die niederländische Landschaft entstanden sein                                                                                               | |
| Brachen                       | Höhscheid            |                                                 | Hofschaft Brachen, der Begriff Brachen ist abgeleitet von Brachland | |
| Brahmsstraße                  | Wald                 | Komponisten                                     | Johannes Brahms (1833–1897), deutscher Komponist, Pianist und Dirigent | |
| Brander Weg                   | Aufderhöhe           |                                                 | abgeleitet vom Hofschaftsnamen Brand | Der Name war bereits vor 1715 existent |
| Brandteich                    | Gräfrath             |                                                 | nach dem inzwischen zugeschütteten Brandteich, der sich auf dem Platz befand | Die Benennung erfolgte am 26. April 1935 |
| Brauereistraße                | Höhscheid            |                                                 | Standort der alten Höhscheider Brauerei | |
| Breidbach                     | Widdert              |                                                 | Hofschaft Breidbach, abgeleitet von einem breiten Bach | |
| Breidbacher Tor               | Mitte                | Historische Namen                               | eines der östlichen Stadttore zur Solinger Altstadt | Der Name ist bereits vor 1488 existent gewesen |
| Breite Straße                 | Höhscheid            |                                                 | ? | |
| Bremsheyplatz                 | Ohligs               |                                                 | nach der ehemaligen Ohligser Taschenschirm-Fabrik Bremshey | Das Unternehmen zählte mit zeitweilig mehreren tausend Mitarbeitern lange zu den größten Arbeitgebern der Stadt, bevor es in Konkurs ging und 1982 aufgelöst wurde, die Benennung des Bahnhofsvorplatzes erfolgte nach durchgeführter Abstimmung über den Namen in der lokalen Bevölkerung im Jahre 1972 |
| Breslauer Straße              | Wald                 | Ostdeutsche Städtenamen                         | Breslau, Hauptstadt Niederschlesiens | |
| Brigitteweg                   | Mitte                | Weibliche Vornamen                              | Brigitte, Vorname | |
| Brockenberg                   | Höhscheid            |                                                 | Flurname | |
| Brockenstraße                 | Aufderhöhe           | Bergnamen                                       | Brocken, höchster Berg des Harzes | |
| Broßhauser Straße             | Ohligs               |                                                 | ehemalige Hofschaft Broßhaus, abgeleitet vom Familiennamen Broch (vormals Brochehaus), die Familie war im 17. Jahrhundert im Bereich der Schwertschmiede aktiv                                                                                               | Der Name war bereits vor 1715 existent |
| Brücke                        | Höhscheid/Aufderhöhe |                                                 | Ortslage Brücke, die Straße Höhscheid–Aufderhöhe führt bei Brücke über den Nacker Bach | |
| Brückenstraße                 | Mitte                |                                                 | nach der inzwischen abgerissenen Brücke, die sich an der Straße befand und die Schienen der Eisenbahnstrecke Solingen–Remscheid überquerte | |
| Brucknerstraße                | Wald                 | Komponisten                                     | Anton Bruckner (1824–1896), österreichischer Komponist | |
| Brüderstraße                  | Wald                 |                                                 | Brüder, männliche Geschwister | Die Straße wurde im Jahre 1888 gebaut und erhielt noch im gleichen Jahr ihren heutigen Namen |
| Brühler Berg                  | Höhscheid            |                                                 | abgeleitet von dem Hofschaftsnamen Brühl, der eine feuchte, von Buschwerk bestandene Niederung beschreibt | Der Name Brühl ist bereits seit dem 17. Jahrhundert nachgewiesen |
| Brühler Straße                | Höhscheid            |                                                 | siehe Brühler Berg | Die Straße erhielt im Jahre 1875 ihren heutigen Namen |
| Brunhildweg                   | Gräfrath             | Nibelungensage                                  | Brunhild, mythische Sagenfigur der Nibelungensage | |
| Brunnenstraße                 | Ohligs               |                                                 | nach dem Mankhauser Brunnen (Pött), zu dem die Straße führt | |
| Buchenstraße                  | Merscheid            |                                                 | Buche, Laubbaum | |
| Büchnerstraße                 | Aufderhöhe           | Dichter des deutschen Sprachraumes              | Alexander Büchner (1827–1904), deutsch-französischer Schriftsteller und Professor der Literaturgeschichte | |
| Buchweizenberg                | Ohligs               |                                                 | Flurname, ein von Buchweizen bewachsener Hügel | Das Gebiet um den Berg wurde zu Beginn der 1950er Jahre als naturnahes Wohngebiet entdeckt, die neu angelegte Straße erhielt ihren Namen im Jahre 1951 |
| Buckerter Straße              | Wald                 |                                                 | Ortslage Buckert, möglicherweise von art für Ackerland abgeleitet | |
| Bügelstraße                   | Höhscheid            |                                                 | vermutlich ehemaliger Standort einer (Taschen-)Bügelfabrik, von denen es einige im oberen Kreis Solingen gab | |
| Bülowplatz                    | Höhscheid            |                                                 | Bernhard von Bülow (1849–1929), deutscher Politiker und Staatsmann | In den vorkrieglichen Vierteln um Bismarck- und Bülowplatz tragen einige Straßen noch immer die Namen preußischer Generäle und Staatsmänner, der Platz hieß zwischenzeitlich (1922–1933) Liebknechtplatz und erhielt seinen ursprünglichen Namen am 4. März 1902 |
| Bülowstraße                   | Höhscheid            |                                                 | siehe Bülowplatz | Die Straße erhielt ihren Namen am 4. März 1902 |
| Bünkenberg                    | Widdert              |                                                 | frühere Hofschaft Bünkenberg, Herkunft des Namens unklar | Der Name wurde erstmals 1363 genannt |
| Bunsenweg                     | Höhscheid            | Astronomen, Mathematiker, Geographen            | Robert Wilhelm Bunsen (1811–1899), deutscher Chemiker | |
| Burger Höhe                   | Burg                 |                                                 | Ortslage Burger Höhe, sich in Richtung Solingen auftürmender Berg nördlich von Burg | |
| Burger Landstraße             | Burg / Krahenhöhe    |                                                 | ländlicher Verbindungsweg zwischen Burg und Solingen, ehemalige Provinzialstraße | Die Straße wurde 1824/1825 gebaut und erhielt ihren ursprünglichen Namen Burger Chaussee am 1. Dezember 1903, bevor sie nach dem Ersten Weltkrieg ihren heutigen Namen erhielt |
| Burgstraße                    | Mitte                |                                                 | Standort der im Jahre 1957 niedergebrannten Schützenburg, die als Theater und Konzerthaus Anfang der 1960er Jahre wiedererrichtet wurde | 1875 erhielt die Straße ihren ersten Namen Vorspeler Weg, am 24. November 1885 erfolgte die Umbenennung in Burgstraße und der Ausbau der Straße, ein Teil wurde Mitte der 1930er Jahre zum Adolf-Hitler-Platz, der Hitlerplatz wurde am 28. Juni 1945 zur Straße Am Schlagbaum, 1946/47 erhielt sie auf ganzer Strecke ihren alten Namen zurück |
| Burgtal                       | Burg                 |                                                 | Ortslage Burgtal, wohl abgeleitet von dem nahen Ort Burg, die Ortslage Burgtal befindet sich tief im Tal des Eschbachs | |
| Burgtalstraße                 | Burg                 |                                                 | siehe Burgtal | |
| Burgunderstraße               | Gräfrath             | Alte deutsche Volksstämme                       | Burgunder, ostgermanisches Volk | |
| Büschberg                     | Mitte                |                                                 | Hofschaft Büschberg, der Name rührt von einem mit Büschen bestandenen Berg | Der Name bestand bereits vor 1715 |
| Büschberger Straße            | Mitte                |                                                 | siehe Büschberg | |
| Buscher Feld                  | Gräfrath             |                                                 | Ortslage Buscher Feld, das Wort Busch deutet auf eine bewaldete Umgebung hin | |
| Buscher Weg                   | Höhscheid            |                                                 | Hofschaft (zum) Busch, seit 1935 zur Unterscheidung Elsterbusch, Busch steht für ein bewaldetes Gebiet | Die Straße erhielt am 31. März 1938 den Namen Felix-Alfarth-Weg, der Name wurde im Zuge der Entnazifizierung am 28. Juni 1945 geändert |
| Bussardweg                    | Höhscheid            | Zoologie Vögel                                  | Bussard, Gattung der Familie Habichtartige | |
| Bussche-Kessel-Weg            | Ohligs               |                                                 | Julius von dem Bussche-Ippenburg genannt von Kessel (1805–1861), Landrat des Kreises Solingen (1836–1850), Erbe des Schlosses Hackhausen | Die Straße erhielt am 23. August 1903 auf dem Abschnitt Schloss Hackhausen–Bahnunterführung den Namen Kesselstraße, für den anderen Abschnitt wählte man den Namen Tannenstraße, nach der Städtevereinigung erhielten beide Abschnitte zusammengefasst ihren heutigen Namen am 26. April 1935, nachdem sich die Stadt mit dem Wunsch, einen Teil der Bonnerstraße so zu nennen, nicht durchsetzen konnte                                                                                |
| Buxhaus                       | Gräfrath             |                                                 | Hofschaft Buxhaus, womöglich nach dem Familiennamen Buck | Der Name bestand bereits vor 1715 |
| Cäcilienstraße                | Mitte                |                                                 | Cecilie zu Mecklenburg (1886–1954), letzte Kronprinzessin des deutschen Kaiserreichs | Die Schreibweise mit ä statt mit e ist auf einen Irrtum des städtischen Sachbearbeiters zurückzuführen, die Straße erhielt ihren Namen am 3. September 1912 |
| Cantorweg                     | Höhscheid            | Astronomen, Mathematiker, Geographen            | Moritz Cantor (1829–1920), erster Professor für die Geschichte der Mathematik in Deutschland | |
| Carl-Hugo-Pott-Weg            | Krahenhöhe           |                                                 | Carl Hugo Pott, im Jahre 1904 Gründer der Solinger Besteckmanufaktur Pott | Der Firmensitz von Pott befand sich bis zu dessen Übernahme durch die Seibel GmbH, der Übersiedelung nach Mettmann und dem damit 2007 folgenden Abriss der Firmengebäude an diesem Standort (Ritterstraße 28) |
| Carl-Ruß-Straße               | Wald                 |                                                 | Carl Ruß (1838–1925), in Wald geborener, Schweizer Schokoladenfabrikant, am 12. Februar 1908 zum Walder Ehrenbürger ernannt | Die kurze Verbindungsstraße wurde neu angelegt und erhielt im Zuge dessen am 4. Dezember 1997 ihren Namen |
| Carl-von-Ossietzky-Straße     | Mitte                | Nobelpreisträger                                | Carl von Ossietzky (1889–1938), deutscher Schriftsteller, Journalist, Friedensnobelpreisträger | |
| Carl-Zeiss-Straße             | Wald                 | Forscher und Erfinder                           | Carl Zeiß (1816–1888), deutscher Mechaniker und Unternehmer | |
| Caspersbroich                 | Ohligs               |                                                 | Flurname, Caspar von Pertsdorf war 1472 Erbauer des Schlosses Caspersbroich | |
| Caspersbroicher Weg           | Ohligs               |                                                 | siehe Caspersbroich | vormals Schloßstraße, der Weg erhielt seinen heutigen Namen am 26. April 1935 |
| Caspersfeld                   | Widdert              |                                                 | Ortslage Caspersfeld, abgeleitet vom Personennamen Casper oder Caspar | |
| Chalonweg                     | Aufderhöhe           | Solingens internationale Städtefreundschaft     | Chalon-sur-Saône, Partnerstadt in Frankreich seit 1960 | |
| Charlottenstraße              | Wald                 |                                                 | Charlotte, weiblicher Vorname | |
| Cheruskerstraße               | Gräfrath             | Deutsche Volksstämme                            | Cherusker, germanischer Volksstamm | |
| Christian-Morgenstern-Weg     | Ohligs               | Dichter des deutschen Sprachraumes              | Christian Morgenstern (1871–1914), deutscher Dichter, Schriftsteller und Übersetzer | |
| Christinaweg                  | Gräfrath             | Weibliche Vornamen                              | Christina, Vorname | |
| Corinthstraße                 | Wald                 | Maler und Bildhauer                             | Lovis Corinth (1858–1925), deutscher Maler | vormals Sternstraße |
| Corneliusstraße               | Wald                 | Maler und Bildhauer                             | Peter von Cornelius (1783–1867), deutscher Maler | |
| Cranachstraße                 | Wald                 | Maler und Bildhauer                             | Lucas Cranach der Ältere (1472–1553), Maler und Grafiker | vormals Querstraße, Umbenennung wegen Dopplung nach der Städtevereinigung am 26. April 1935 |
| Cronenberger Straße           | Mitte                |                                                 | Straße nach Cronenberg, früher selbstständige Gemeinde und heutiger Stadtteil von Wuppertal | |
| Curt-Meis-Weg                 | Höhscheid            |                                                 | Curt Meis (1947–2020), Lokalpolitiker (SPD) aus Höhscheid | Die zuvor namenlose Zuwegung von der Bundesstraße 229 zum Skatepark Höhscheid erhielt mit Beschluss vom 27. Oktober 2022 ihren heutigen Namen |
| Czimatisplatz                 | Mitte                |                                                 | Ludwig Czimatis (1861–1942) kam um die Jahrhundertwende nach Solingen. Der Geheimrat Dr. phi. Ludwig Czimatis kämpfte gegen die Krankheit Silikose. Als Gewerberat sorgte für Sauberkeit und Hygiene in den Kotten um die hohe Sterblichkeitsrate zu senken. | Auf dem Platz südlich des Finanzamtes befindet sich auch das sogenannte Czimatis-Denkmal, das in Gedenken an den Reformer aufgestellt wurde, der vormalige Wupperplatz erhielt im Jahre 1978 den Namen Czimatis' |
| Dahl                          | Merscheid            |                                                 | Hofschaft Dahl, Dahl in der Bedeutung Tal | |
| Dahler Busch                  | Merscheid            |                                                 | siehe Dahl | Unbebaute Gebiete bei Hofschaften tragen den Namen der angrenzenden Hofschaft und eine passende Landschaftsbezeichnung, hier die Endung Busch, die auf eine bewaldete Fläche schließen lässt |
| Dahler Straße                 | Gräfrath             |                                                 | führt zur Hofschaft Focher Dahl | Der Flurname Dahl kommt mehrmals vor, zur Unterscheidungen der Hofschaften wurden später Ortsbezeichnungen (Focher Dahl) hinzugefügt |
| Dahlerfeldstraße              | Merscheid            |                                                 | Flurname, abgeleitet vom Namen der Hofschaft Dahl, in der Bedeutung von Tal | Unbebaute Gebiete bei Hofschaften tragen den Namen der angrenzenden Hofschaft und eine passende Landschaftsbezeichnung, hier die Endung -feld, die auf eine ehemals landwirtschaftliche Fläche schließen lässt |
| Daimlerstraße                 | Wald                 | Forscher und Erfinder                           | Gottlieb Daimler (1834–1900), deutscher Ingenieur, Konstrukteur und Industrieller, Erfinder des Automobils | |
| Damaschkestraße               | Mitte                |                                                 | Adolf Damaschke (1865–1935), Pädagoge und Führer der Bodenreformbewegung | |
| Danziger Straße               | Wald                 | Ostdeutsche Städtenamen                         | Danzig, Stadt in Polen | Das Wohngebiet entstand nach dem Zweiten Weltkrieg für die aus dem Osten stammenden Flüchtlinge |
| De-Leuw-Straße                | Gräfrath             |                                                 | Friedrich de Leuw (1792–1861), deutscher Augenarzt und Geheimer Hofrat, bis 1861 in Gräfrath lebend und dort lange praktizierend; machte Gräfrath zum Kurort                                                                                                 | |
| Degenhof                      | Mitte                |                                                 | Degen, Stichwaffe | Solingen ist als Klingenstadt bekannt, so tragen einige Straßen Namen von Blankwaffen oder Besteck |
| Degenstraße                   | Mitte                |                                                 | siehe Degenhof | Die Straße neu errichtete Straße erhielt ihren Namen am 20. Juli 1935 |
| Delle                         | Aufderhöhe           |                                                 | Hofschaft Delle in der Bedeutung von Tal, Senke | |
| Dellenfeld                    | Gräfrath             |                                                 | Flurname, abgeleitet von Delle in der Bedeutung Tal, Senke | |
| Deller Straße                 | Wald                 |                                                 | Wohnplatz Delle in der Bedeutung Tal, Senke | |
| Demmeltrather Straße          | Wald                 |                                                 | ehemalige Hofschaft Demmeltrath, die Endung -rath deutet auf eine Rodung hin | Die Straße hieß zuvor Körnerstraße, Umbenennung wegen Dopplung vermutlich erst nach 1935 (?) |
| Denise-Ligier-Weg             | Aufderhöhe           | Solingens internationale Städtefreundschaft     | Denise Ligier (1915–1989), Jahrzehnte lange Leiterin des Kulturamtes der französischen Stadt Chalon-sur-Saône, die sich für die Städtepartnerschaft mit Solingen einsetzte und dafür 1988 den Ehrenring der Stadt Solingen erhielt                           | In Anerkennung ihrer Verdienste erhielt in einem Aufderhöher Neubaugebiet am Siebels eine neu angelegte Straße unmittelbar angrenzend an den Chalonweg im Jahre 2000 den Namen Ligiers |
| Derfflingerstraße             | Gräfrath             |                                                 | Georg von Derfflinger (1606–1695), kurfürstlich-brandenburgischer Feldmarschall und Statthalter von Pommern | In der Vorkriegswohnsiedlung westlich des Bärenlochs tragen noch vier Straßen die Namen berühmter preußischer Generäle, die Derfflinger-, Nettelbeck-, Seydlitz- und Yorckstraße, die Straße trug vorher den Namen Buchenstraße und wurde nach der Städtevereinigung umbenannt |
| Deusberg                      | Ohligs               |                                                 | Hofschaft Deusberg, nach dem Familiennamen Deus | Der Name existierte bereits vor 1715 |
| Deusberger Straße             | Ohligs               |                                                 | siehe Deusberg | Die Straße erhielt ihren Namen im April 1884 |
| Deutzerhofstraße              | Wald                 |                                                 | nach dem Deutzer Hof, eines Besitztums innerhalb der Abtei Deutz im früheren Kirchspiel Wald | |
| Deutzmannstraße               | Wald                 | Maler und Bildhauer                             | Willi Deutzmann (1897–1958), Walder Maler | |
| Devarannestraße               | Wald                 |                                                 | Johann Christian Claudius Devaranne (1784–1813), Freiheitskämpfer; Gastwirt und Eisenhändler aus Wald | vormals Mittelstraße, Umbenennung am 26. April 1935 |
| Diamantweg                    | Krahenhöhe           | Mineralien und Gesteine                         | Diamant, Schmuckstein aus Kohlenstoff | |
| Diepenbrucher Straße          | Ohligs               |                                                 | ehemaliger Hof Diepenbruch, Diepenbruch ist abgeleitet vom tiefen Bruch | |
| Dieselstraße                  | Wald                 | Forscher und Erfinder                           | Rudolf Diesel (1858–1913), deutscher Ingenieur und der Erfinder des Dieselmotors | |
| Dietrich-Bonhoeffer-Straße    | Gräfrath             | Kirchengeschichte                               | Dietrich Bonhoeffer (1906–1945), deutscher evangelisch-lutherischer Theologe | |
| Dietrichstraße                | Mitte                | Sagengestalten                                  | Dietrich von Bern, eine der bekanntesten Sagengestalten des deutschen Hoch- und Spätmittelalters | |
| Dingerweg                     | Merscheid            |                                                 | Dinger, mittelhochdeutscher Ausdruck für Richter | In der Wohnsiedlung nördlich der Hofschaft Dahl, die für ihr Gerichtswesen bekannt war, tragen einige Straßen die Namen des Themengebietes Gerichtswesen, Benennung am 18. Oktober 1955 |
| Dingshauser Straße            | Merscheid            |                                                 | Wohnplatz Dingshaus, abgeleitet vom Ausdruck Ding für Gericht | |
| Dohlenweg                     | Höhscheid            | Zoologie Vögel                                  | Dohle, Art der Gattung Raben und Krähen | |
| Dompfaffweg                   | Höhscheid            | Zoologie Vögel                                  | Dompfaff, auch Gimpel genannt, Vogelart aus der Familie der Finken | |
| Donaustraße                   | Gräfrath             |                                                 | nach der alten Flurbezeichnung In der Done, die als In der Höhe bzw. In der Düne gedeutet wird | Die Flurbezeichnung ist bereits seit 1374 belegt, sie wurde Ende des 19. Jahrhunderts offizieller Straßenname, ein naheliegender Zusammenhang zum Fluss Donau besteht nicht |
| Dönhoffstraße                 | Mitte                |                                                 | Fritz Dönhoff (1863–1946), Landrat des Kreises Solingen (1894–1900), Initiator der Verbesserung des Gesundheitsschutzes, Mitbegründer der Metallfachschule                                                                                                   | Auf dem Mangenberger Grund des Bauern Heinrich Pritschau entstanden um die Jahrhundertwende 19./20. Jahrhundert insgesamt neun Erschließungsstraßen für ein neues Wohngebiet, darunter auch die Dönhoffstraße, die ihren Namen im November 1900 erhielt |
| Dornsiepen                    | Höhscheid            |                                                 | Hofschaft Dornsiepen, der Ausdruck Siefen steht für eine feuchte Wiese, also ein Wasserlauf unter Dornen | Der Name war bereits vor 1488 existent |
| Dorotheenstraße               | Mitte                | Weibliche Vornamen                              | Dorothee, Vorname | |
| Dorper Straße                 | Mitte                |                                                 | Dorp, ehemals eigenständige Stadt, 1889 nach Solingen eingemeindet | Die Straße trug bis 1890 den Namen Hipperstraße, an der Straße stand das erste Rathaus von Dorp, das seinen Namen nach der größten Hofschaft im Ort erhielt, dem Dorperhof |
| Dorperhof                     | Krahenhöhe           |                                                 | Hofschaft Dorperhof, größter und namensgebender Hof der Bürgermeisterei Dorp | Der Name war bereits vor 1488 existent und ging Anfang des 19. Jahrhunderts von der Hofschaft auf die gesamte Honnschaft über, da es üblich war, dass die Honnschaft den Namen der größten Hofschaft im Bezirk bekam |
| Drachenfelsstraße             | Aufderhöhe           | Siebengebirge                                   | Drachenfels, Berg im Siebengebirge | |
| Dresdener Straße              | Ohligs               | Deutsche Städte                                 | Dresden, Landeshauptstadt Sachsens | |
| Drosselstraße                 | Höhscheid            | Zoologie Vögel                                  | Drossel, Singvogelart | Die Straße trug ab 26. April 1935 zunächst den Namen Hartmannsweiler Weg, in Gedenken an die Kämpfe am Hartmannswillerkopf im Ersten Weltkrieg, im Frühjahr 1947 erfolgte die Umbenennung in Drosselstraße zur Verbannung militaristischer Symbole |
| Dültgenstaler Straße          | Wald                 |                                                 | Wohnplatz Dültgenstal, benannt nach dem Familiennamen Dültgen | |
| Dunkelnberger Straße          | Ohligs               |                                                 | nach dem alten Hofschaftsnamen Dunkelnberg | Als Dunkelnberg wurde früher der kleine Berg zum Kiesbuckel hin bezeichnet, die Anhöhe zwischen Erlen- und Dunkelnberger Straße, von diesem bekam der einstige Hof seinen Namen |
| Düppelstraße                  | Wald                 |                                                 | Ort Düppel in Dänemark, an dem 1864 die Schlacht an den Düppeler Schanzen stattfand | In diesem Wohngebiet tragen zwei Straßen die Namen von bedeutsamen Orten im Deutsch-Dänischen Krieg, Alsen- und Düppelstraße |
| Dürener Straße                | Ohligs               | Deutsche Städte                                 | Düren, Kreisstadt in Nordrhein-Westfalen | Die Straße hieß zunächst Elisenstraße und wurde wegen Dopplung am 26. April 1935 in Graf-Spee-Straße umbenannt, zu Ehren des kaiserlichen Marineoffiziers Maximilian von Spee, da für Ohligs Straßennamen aus dem Kontext der Marine vorgesehen waren, zur Verbannung militaristischer Symbole nach dem Zweiten Weltkrieg erhielt die Straße vermutlich 1946 ihren heutigen Namen |
| Dürerstraße                   | Wald                 | Maler und Bildhauer                             | Albrecht Dürer (1471–1528), deutscher Maler und Graphiker | vormals Baustraße, die Straße erhielt ihren heutigen Namen am 26. April 1935 |
| Düsseldorfer Straße           | Ohligs               | Deutsche Städte                                 | Düsseldorf, Landeshauptstadt Nordrhein-Westfalens | |
| Dycker Feld                   | Gräfrath             |                                                 | ehemalige Hofschaft Dyck, Dyck in der Bedeutung von Teich | Der Name existierte bereits vor 1715 |
| Dycker Straße                 | Gräfrath             |                                                 | siehe Dycker Feld | |
| Eckehardweg                   | Gräfrath             | Nibelungensage                                  | Eckehard, Akteur der Nibelungensage | |
| Eckstraße                     | Mitte                |                                                 | wohl dem Volksmund geschuldet, das Haus an der Straße befand sich zwischen den Hofschaften Hippe und Bock | |
| Eckstumpf                     | Wald                 |                                                 | Hofschaft Eckstumpf, vermutlich abgeleitet von dem Wort Eichenstumpf | |
| Efeuweg                       | Mitte                | Botanik Sträucher                               | Efeu, immergrüne Kletterpflanze | |
| Eggenweg                      | Höhscheid            | Garten- und Ackergeräte                         | Egge, Bodenbearbeitungsgerät | |
| Egmontstraße                  | Wald                 |                                                 | Egmont, Trauerspiel von Goethe | |
| Ehren                         | Wald                 |                                                 | Hofschaft Ehren, Namensgebung wohl kaum durch Anlage zu Ehren der heiligen Katharina, eher alte Lautform des Baumnamens Ahorn: Urgerm. *ahira-, dän. aer, in rheinischen Dialekten auch ire, eren, berg. ören                                                | Der Name war bereits vor 1715 existent |
| Ehrenstraße                   | Wald                 |                                                 | siehe Ehren | |
| Eibenweg                      | Mitte                | Botanik Bäume                                   | Eiben, immergrüne Sträucher oder Bäume | |
| Eichendorffstraße             | Aufderhöhe           |                                                 | Joseph von Eichendorff (1788–1857), Lyriker und Schriftsteller der deutschen Romantik | |
| Eichenstraße                  | Höhscheid            |                                                 | nach der ehemals an der Straße gelegenen Hofschaft Eichholz, deren Name sich von einem Eichenwald ableitet | Die Straße trug bis zum 8. Dezember 1937 den Namen Eichenstraße, als er in Ludwig-Knickmann-Straße geändert wurde, diese Änderung wurde im Zuge der Entnazifizierung am 28. Juni 1945 wieder rückgängig gemacht |
| Eick                          | Mitte                |                                                 | Hofschaft Eick, in der Bedeutung von Eiche | |
| Eickenberg                    | Aufderhöhe           |                                                 | Hofschaft Eickenberg, der Name beschreibt einen mit Eichen bestandenen Berg | |
| Eiderweg                      | Ohligs               | Deutsche Flüsse                                 | Eider, längster Fluss Schleswig-Holsteins | |
| Eifelstraße                   | Merscheid            |                                                 | Eifel, deutsches Mittelgebirge | Die ursprünglich Bismarckstraße genannte Straße trug wie andere Merscheider Straßen zunächst den Namen eines preußischen Generals oder Staatsmannes, aufgrund der Dopplung erfolgte am 26. April 1935 die Namensänderung in Kluckstraße nach dem Generaloberst Alexander von Kluck, die Umbenennung zur Verbannung von Militärsymbolen erfolgte 1946/1947 |
| Eigen                         | Wald                 |                                                 | Hofschaft Eigen, der Name bezeichnet ein Eigengut im Gegensatz zur Allmende oder zum Lehnswesen | |
| Eigener Berg                  | Wald                 |                                                 | Ortslage Eigener Berg, siehe Eigen | An Hofschaften angrenzende Gebiete trugen den Namen der Hofschaft und eine passende Landschaftsbezeichnung, hier die Endung -berg, die auf eine hügelige Umgebung schließen lässt |
| Eigener Feld                  | Wald                 |                                                 | Ortslage Eigener Feld, siehe Eigen | An Hofschaften angrenzende Gebiete trugen den Namen der Hofschaft und eine passende Landschaftsbezeichnung, hier die Endung -feld, die auf eine Freifläche schließen lässt |
| Eiland                        | Mitte                |                                                 | Flurname, abgeleitet von eigenes Land, also eigenem Besitz, im Gegensatz zum Lehnswesen oder zur Allmende, möglicherweise ist der Name scherzhaft entstanden                                                                                                 | Der Flurname war bereits vor 1684 existent |
| Einsteinstraße                | Ohligs               | Forscher und Erfinder                           | Albert Einstein (1879–1955), theoretischer Physiker | Neu angelegt erhielten die Straßen südlich der Deusberger Straße in der zweiten Hälfte der 1930er Jahre die Namen preußischer Generäle, die seit 1946/1947 Einsteinstraße genannte Straße bekam dabei den Namen Hötzendorfstraße in Gedenken an den österreichischen Feldmarschall Franz Conrad von Hötzendorf |
| Eintrachtstraße               | Mitte                |                                                 | möglicherweise nach der Eintracht, dem friedlichen Zusammenhalt innerhalb einer Gruppe | |
| Eipaßstraße                   | Gräfrath             |                                                 | Hofschaft Eipaß, Namensherkunft unklar, möglicherweise von dem Wort Dreipass abgeleitet, das ein aus drei Kreisbögen geformtes Schmuckelement bezeichnet | |
| Eisenstraße                   | Mitte                |                                                 | Eisen, chemisches Element | Die kleine Straße liegt am Rande eines Industriegebietes |
| Eislebener Straße             | Ohligs               | Deutsche Städte                                 | Eisleben, Stadt in Sachsen-Anhalt, eine der beiden Lutherstädte | Die Straße hieß ursprünglich Kurze Straße, wegen der Dopplung des alten Namens erhielt sie auf Vorschlag des Artillerievereins am 26. April 1935 den Namen Kanonierstraße, zur Verbannung militaristischer Symbole erhielt sie aufgrund der Nähe zur Wittenbergstraße im April 1947 ihren heutigen Namen |
| Elbestraße                    | Ohligs               | Deutsche Flüsse                                 | Elbe, Fluss zur Nordsee | |
| Elbinger Straße               | Wald                 | Ostdeutsche Städtenamen                         | Elbing, Stadt in Polen | |
| Elisabethweg                  | Mitte                | Weibliche Vornamen                              | Elisabeth, Vorname | |
| Elisenstraße                  | Mitte                |                                                 | abgeleitet vom weiblichen Vornamen Elise nach Elise Everts geb. Kirschbaum, deren Ehemann Julius Everts die Liegenschaften an der Straße gehörten | |
| Ellerstraße                   | Ohligs               |                                                 | Eller, Stadtteil von Düsseldorf, damals selbständige Stadt und Vorort der Rheinmetropole | Die vormalige Hildener Straße wurde am 8. Dezember 1893 zugunsten der neuen Hildener Straße in Ellerstraße umbenannt |
| Elsa-Brändström-Straße        | Mitte                |                                                 | Elsa Brändström (1888–1948), schwedische Philanthropin, Engel von Sibirien genannt | Die vormalige Mittelstraße wurde aufgrund der Dopplung des Straßennamens nach der Städtevereinigung am 16. Juni 1935 umbenannt, zunächst mit der eingedeutschten Schreibweise Elsa-Brandström-Straße, 1962 sprach sich der Deutsche Städtetag für die originale Schreibweise Brändström aus, in Solingen änderte man den Straßennamen jedoch erst am 16. August 1985 |
| Elsässer Straße               | Ohligs               |                                                 | Elsass, Landschaft in Ostfrankfreich | Der deutsche Besitzanspruch an Elsass-Lothringen kam in Form der Straßenbenennung zum Ausdruck |
| Else-Lasker-Schüler-Straße    | Höhscheid            | Dichter und Literaten                           | Else Lasker-Schüler (1869–1945), bekannte Wuppertaler Lyrikerin | Die Straße erschließt ein Neubaugebiet und wurde mit dessen Bau ab 2009 so benannt |
| Elsterbusch                   | Höhscheid            |                                                 | Hofschaft Elsterbusch, früher nur (zum) Busch genannt, der Namenszusatz Elster (abgeleitet von dem Vogelnamen) dient der Unterscheidung zu anderen Orten des gleichen Namens                                                                                 | |
| Elsterbuscher Weg             | Höhscheid            |                                                 | siehe Elsterbusch | |
| Emdenstraße                   | Ohligs               |                                                 | Emden, deutsches Kriegsschiff (1908), am 9. November 1914 kampfunfähig geschossen | Die Straße hieß zunächst Eintrachtstraße und wurde wegen der Dopplung des Namens am 26. April 1935 in Emdenstraße umbenannt, da für Ohligs Straßennamen aus dem Kontext der kaiserlichen Marine vorgesehen waren, die Straße behielt ihren Namen auch nach der großen Umbenennungsaktion im Jahre 1946 in der Ohligser Innenstadt, dies mag daran liegen, dass der Straßenname weniger eindeutig auf den Militarismus hinweist                                                          |
| Emilienstraße                 | Mitte                |                                                 | Emilie Köbeler (* 1843), Oberin im Krankenhaus an der Potsdamer Straße | An der Straße befand sich ein Heim der evangelischen Gemeinde, zu dessen Errichtung Emilie Köbeler beigetragen hat |
| Emmastraße                    | Höhscheid            |                                                 | ? | |
| Emscherstraße                 | Ohligs               | Deutsche Flüsse                                 | Emscher, Nebenfluss des Rheins | vormals Feldstraße, die Umbenennung der Straße erfolgte am 26. April 1935 |
| Engelsberg                    | Ohligs               |                                                 | Wohnplatz Engelsberg, nach dem Familiennamen Engels | |
| Engelsberger Hof              | Ohligs               |                                                 | nach dem Engelsberger Hof, abgeleitet von der Familie Engelsberg, die sich dort erstmals um 1800 niederließ | |
| Entenpfuhl                    | Mitte                |                                                 | Dort befanden sich bis zu ihrer Zuschüttung im Jahre 1800 zwei Brandteiche (Pfühle), das volksmundliche Wort Entenpfuhl bezeichnet daher einen Ententeich | Der seit dem Jahre 1800 belegte Ortsbezeichnung wurde erst am 26. April 1935 offizieller Straßenname für den Platz unterhalb des Ufergartens, später ging die Bezeichnung verloren, erst 1957 kehrte der Straßenname im Zuge des Wiederaufbaus der Innenstadt offiziell zurück |
| Enzianweg                     | Aufderhöhe           | Botanik Blumen                                  | Enziane, Gattung der Familie der Enziangewächse | |
| Erasmusstraße                 | Gräfrath             | Kirchengeschichte                               | Erasmus von Rotterdam (etwa 1467–1536), niederländischer Theologe und Philosoph | |
| Erbenhäuschen                 | Mitte                |                                                 | Wohnplatz Erbenhäuschen, der Name weist vermutlich auf einen ererbten Besitz hin | Die Straße erhielt ihren Namen am 30. Oktober 1930 |
| Erbslöhstraße                 | Wald                 | Pioniere der Luftfahrt                          | Oskar Erbslöh (1879–1910), Wuppertaler Luftfahrtpionier | vormals Feldstraße, Umbenennung am 26. April 1934 |
| Erf                           | Höhscheid            |                                                 | Hofschaft Erf, der Name leitet sich vermutlich von Erbe, also einem ererbten Besitz ab | Der Name der Hofschaft war bereits vor 1488 existent |
| Erfer Straße                  | Höhscheid            |                                                 | siehe Erf | |
| Erholungstraße                | Merscheid            |                                                 | ? | Die Benennung der Straße erfolgte auf Vorschlag der Kasino-Gesellschaft Merscheid |
| Erich-Kästner-Weg             | Ohligs               | Dichter des Deutschen Sprachraumes              | Erich Kästner (1899–1974), deutscher Schriftsteller | |
| Erikaweg                      | Aufderhöhe           | Botanik Getreidepflanzen                        | Erika, lateinischer Name für die Heidekräuter | |
| Erlenstraße                   | Ohligs               |                                                 | Erlen, Laubbaum | vormals Fichtenstraße, Umbenennung am 26. April 1935 aufgrund der Verwechslungsgefahr zur Fichtestraße |
| Ernenkotten                   | Höhscheid            |                                                 | nach dem Ernenkotten, benannt nach dem Familiennamen Ern | |
| Ernst-Barlach-Straße          | Wald                 |                                                 | Ernst Barlach (1870–1938), deutscher Schriftsteller | |
| Ernst-Moritz-Arndt-Weg        | Höhscheid            | Politiker                                       | Ernst Moritz Arndt (1769–1860), deutsch-nationaler Schriftsteller, der 1848 als Abgeordneter für Solingen in die Frankfurter Nationalversammlung einzog | Die Straße erhielt ihren Namen nach dem Bau der Siedlung Weegerhof am 16. März 1928 |
| Ernst-Moritz-Franzen-Straße   | Wald                 |                                                 | Ernst Moritz Franzen (1866–1956), Walder Bürger, Beigeordneter und letzter Ehrenbürger Walds | Die Straße war zuvor ein Teil der Dültgenstaler Straße, Walder Politiker regten nach Franzens Tod an, ihn mit einer Straßenbenennung zu ehren und argumentierten, die Dültgenstaler Straße solle erst an der Poststraße beginnen, was schließlich 1959 beschlossen wurde |
| Ernst-Walsken-Weg             | Krahenhöhe           |                                                 | Ernst Walsken (1909–1993), Solinger Maler und Widerstandskämpfer | Die neu angelegte Straße erhielt ihren Namen im Jahr 2013 |
| Ernst-Woltmann-Straße         | Mitte                |                                                 | Ernst Woltmann (1868–1932), Mitbegründer der lokalen Zeitung Volksblatt, Aufsichtsratsvorsitzender des Solinger Spar- und Bauvereins | Die Namensgebung in der neuen SBV-Wohnsiedlung am Weyersberg sorgte 1953 für Kontroversen im Stadtrat, schließlich folgte man den Vorschlägen der Genossenschaft zur Rudolf-Schwarz- und der August-Dicke-Straße, aus Woltmannweg wurde die Ernst-Woltmann-Straße |
| Erzgebirgestraße              | Merscheid            | Gebirge                                         | Erzgebirge, deutsch-tschechisches Mittelgebirge | |
| Eschbach                      | Wald                 |                                                 | Hofschaft Eschbach, ein Bach, der von Eschen gesäumt wird | Der Name ist bereits vor 1492 nachweisbar |
| Eschbachstraße                | Burg                 |                                                 | Eschbach, Nebenfluss der Wupper, mündet in Burg in die Wupper | Die Straße folgt dem Verlauf des Flusses |
| Eschenweg                     | Merscheid            |                                                 | der Name der Straße ist abgeleitet von ihrer alten Bezeichnung Äschenweg, einem mit Asche befestigten Weg | Die Straße hieß bis 1929 Lindenstraße, abgeleitet von der dortigen Ortslage Linden, aufgrund der Dopplung nach der Städtevereinigung wurde er am 26. April 1935 geändert |
| Espenweg                      | Mitte                | Botanik Bäume                                   | Espen, Baumart der Gattung Pappeln | |
| Estherweg                     | Mitte                | Weibliche Vornamen                              | Esther, Vorname | |
| Eulerweg                      | Höhscheid            | Astronomen, Mathematiker, Geographen            | Leonhard Euler (1707–1783), Schweizer Mathematiker, der wegen seiner Beiträge zur Analysis, zur Zahlentheorie und zu vielen weiteren Teilgebieten der Mathematik als einer der bedeutendsten Mathematiker gilt                                               | |
| Eulswaag                      | Mitte                |                                                 | Ortslage Eulswaag, vielleicht nach dem Familiennamen Eul | Der Name ist bereits vor 1488 existent gewesen |
| Evertsaue                     | Widdert              |                                                 | Ortslage Evertsaue, nach dem Familiennamen Everts, eine Aue ist eine Flusswiese | |
| Falkenstraße                  | Ohligs               |                                                 | Falke, Greifvogel | Die Straße erhielt ihren Namen am 21. Februar 1928 |
| Fallerslebenweg               | Wald                 | Philosophen und Gelehrte                        | Hoffmann von Fallersleben (1798–1874), deutscher Dichter und Germanist, Verfasser des Liedes der Deutschen | Die Straße erhielt ihren Namen am 26. April 1935 |
| Fasanenstraße                 | Wald                 |                                                 | Fasan, Vogelart | |
| Feldbergstraße                | Aufderhöhe           | Bergnamen                                       | Feldberg, höchster Berg des Schwarzwaldes | |
| Felder Hof                    | Wald                 |                                                 | Hofschaft Felder Hof, Felder sind landwirtschaftliche genutzte Flächen | Zwei Höfe Feld sind in der Ploennies-Karte von 1715 verzeichnet |
| Felder Straße                 | Mitte                |                                                 | die Straße ist nach der ehemaligen Hofschaft I. Feld in Dorp benannt, deren Name sich einfach von Feld, also einer landwirtschaftlich genutzten Fläche ableiten lässt                                                                                        | Die Straße trug zuvor den Namen I. Felder Straße, es gab noch drei weitere Höfe Feld in Dorp (II. Feld, III. Feld, IV. Feld) sowie noch eine II. und eine IV. Felderstraße |
| Feldstraße                    | Burg                 |                                                 | ? | |
| Felsenkeller                  | Mitte                |                                                 | Ortslage Felsenkeller, nach einem in den Fels gehauenen Gang, der früher von der dort ansässigen Bierbrauerei als Bierkeller genutzt wurde | |
| Feuerbachstraße               | Wald                 | Maler und Bildhauer                             | Anselm Feuerbach (1829–1880), deutscher Maler der spätromantischen Malerei | vormals Flandernstraße (zur Erinnerung an die schweren Kämpfe im Ersten Weltkrieg), Umbenennung am 25. März 1947 |
| Fichtestraße                  | Mitte                |                                                 | Johann Gottlieb Fichte (1762–1814), deutscher Philosoph, der vor allem mit seinen Reden an die deutsche Nation berühmt wurde | |
| Finkenstraße                  | Höhscheid            | Zoologie Vögel                                  | Finken, Familie der Ordnung Sperlingsvögel | Die Straße erhielt ihren Namen am 23. Mai 1919 |
| Fischeweg                     | Höhscheid            | Sternbilder des Tierkreises                     | Fische, Sternbild | |
| Flensburger Straße            | Mitte                |                                                 | Flensburg, kreisfreie Stadt in Schleswig-Holstein | Die Stadt Flensburg war der Mittelpunkt des Abstimmungsgebietes Schleswig im Jahre 1920 über die staatliche Zugehörigkeit der Region und sprach sich mit großer Mehrheit für eine Zugehörigkeit zum Deutschen Reich aus, die vormalige Mozartstraße erhielt in positiver Erinnerung an dieses Ereignis ihren heutigen Namen am 15. Juni 1935 |
| Fleußmühle                    | Mitte                |                                                 | nach der Fleußmühle, die ihren Namen vom Familiennamen Fleuß hat, der sich über die Jahrhunderte verändert hat (Fluss, Flüß, Flues) | |
| Fliederweg                    | Aufderhöhe           | Botanik Blumen                                  | Flieder, Gattung der Familie Ölbaumgewächse | |
| Flockertsberg                 | Gräfrath             |                                                 | Ortslage Flockertsberg, nach dem Familiennamen Flockert | |
| Flockertsholz                 | Gräfrath             |                                                 | Ortslage Flockertsholz, nach dem Familiennamen Flockert | Der Name war bereits vor 1715 existent |
| Flockertsholzer Weg           | Gräfrath             |                                                 | siehe Flockertsholz | |
| Florastraße                   | Mitte                |                                                 | nach einem an der Straße befindlichen Sommerhäuschen mit dem Namen In der Flora, den ihm sein Eigentümer gegeben hat | |
| Florettweg                    | Mitte                |                                                 | Florett, Fechtwaffe | Solingen ist als Klingenstadt bekannt, so tragen einige Straßen Namen von Blankwaffen oder Besteck |
| Flurstraße                    | Mitte                |                                                 | abgeleitet vom Namen In der Flur, den ein angrenzendes Grundstück trug | Der ursprüngliche Name der Straße lautete Kämpchenstraße, bevor sie in Birkerstraße II. umbenannt wurde |
| Focher Dahl                   | Gräfrath             |                                                 | Hofschaft Focher Dahl, die Foche leitet sich von einer dem Wind ausgesetzten Stelle ab, Dahl bedeutet Tal; die Hofschaft befindet sich also im Tal der dem Wind ausgesetzten Stelle                                                                          | Der Name der Hofschaft lautete vor 1935 nur Dahl, zur Unterscheidung wurde der Name am 26. April 1935 geändert |
| Focher Straße                 | Gräfrath/Wald        |                                                 | Wohnplatz Foche, vermutlich abgeleitet von der Windfoche, also einer dem Wind ausgesetzten Stelle, Windfoche ist dabei ein häufig vorkommender Ortsname | Der Flurname Foche war bereits vor 1715 existent |
| Föhrenstraße                  | Mitte                |                                                 | nach dem Föhrenbaum, also der Kiefer | |
| Fontanestraße                 | Höhscheid            | Dichter und Literaten                           | Theodor Fontane (1819–1898), deutscher Schriftsteller und approbierter Apotheker | |
| Forststraße                   | Ohligs               |                                                 | Die Straße verbindet das Ohligser Stadtteilzentrum mit dem südlich gelegenen Hackhauser Wald bzw. Forst | Der nördliche Teilabschnitt der Forststraße hieß bis 1935 Kreuzstraße, aufgrund der Dopplung des letzteren Namens wurde er ebenfalls durch Forststraße ersetzt |
| Frankenplatz                  | Wald                 | Alte deutsche Volksstämme                       | Franken, germanischer Großstamm | |
| Frankenstraße                 | Wald                 | Alte deutsche Volksstämme                       | siehe Frankenplatz | |
| Frankfurter Damm              | Wald                 |                                                 | Frankfurt am Main, Großstadt in Hessen, fünftgrößte deutsche Stadt | Der Straßenbau begann 1934 als Notstandsprojekt, wurde aber nicht fertig gebaut, im September 1948 erhielt die unvollendete Straße ihren heutigen Namen in Gedenken an die für die Entwicklung der Demokratie bedeutsame Stadt (100 Jahre nach 1848) und die Bezeichnung Damm, da sie dem Bahndamm der Korkenziehertrasse folgt, am 11. Februar 1967 wurde die Straße in heutigem Ausmaß eingeweiht                                                                                     |
| Franklinplatz                 | Ohligs               | Forscher und Erfinder                           | Benjamin Franklin (1706–1790), nordamerikanischer Drucker, Verleger, Schriftsteller, Naturwissenschaftler, Erfinder und Staatsmann | Neu angelegt erhielten die Straßen südlich der Deusberger Straße in der zweiten Hälfte der 1930er Jahre die Namen preußischer Generäle, die im Zuge der Entmilitarisierung der Straßennamen seit Sommer 1946 Franklinplatz genannte Straße bekam dabei zunächst den Namen Schlieffenplatz in Gedenken an den Preußen-Offizier Alfred von Schlieffen |
| Fraunhofer Straße             | Ohligs               | Forscher und Erfinder                           | Joseph von Fraunhofer (1787–1826), deutscher Optiker und Physiker | |
| Freiheitstraße                | Wald                 |                                                 | nach der Freiheit | Die Benennung der Straße erfolgte aus politischen Gründen vor der Machtergreifung Hitlers (Freiheit, Gleichheit, Brüderlichkeit) |
| Freiligrathstraße             | Mitte                |                                                 | Ferdinand Freiligrath (1810–1876), deutscher Lyriker, Dichter und Übersetzer | |
| Friedenstal                   | Gräfrath             |                                                 | Ortslage Friedenstal | Die Benennung der Straße erfolgte am 26. April 1935, der Name war aber schon vorher existent |
| Friedenstraße                 | Aufderhöhe           |                                                 | nach dem Frieden | Die Straßenbenennung erfolgte als politisches Statement |
| Friedhofsweg                  | Burg                 |                                                 | nach dem dort befindlichen städtischen Burg-Friedhof, dem ehemaligen evangelischen Friedhof Burg | |
| Friedrich-Albert-Lange-Straße | Wald                 |                                                 | Friedrich Albert Lange (1828–1875), Walder Philosoph | |
| Friedrich-Ebert-Straße        | Wald                 |                                                 | Friedrich Ebert (1871–1925), deutscher Politiker und Reichspräsident | Die Straße war vor dem Zweiten Weltkrieg ein Teil der Walder Hauptstraße, am 26. April 1935 erfolgte die Umbenennung in Göringstraße, nach NS-Reichsmarschall Hermann Göring, im Zuge der Entnazifizierung erhielt die Straße am 28. Juni 1945 ihren heutigen Namen |
| Friedrich-Engels-Weg          | Höhscheid            | Politiker                                       | Friedrich Engels (1820–1895), deutscher Politiker, Unternehmer und Philosoph | Die Straße trug bis zum 22. April 1933 den Namen Friedrich-Engels-Weg, bevor sie in Horst-Wessel-Weg umbenannt wurde, im Zuge der Entnazifizierung wurde dies am 28. Juni 1945 wieder rückgängig gemacht. |
| Friedrich-Wilhelm-Straße      | Mitte                |                                                 | Friedrich Wilhelm, der Große Kurfürst (1620–1688), Kurfürst von Brandenburg, Schöpfer des einheitlichen brandenburgisch-preußischen Staates, eines stehenden Heeres und des Beamtentums                                                                      | |
| Friedrichsaue                 | Widdert              |                                                 | Ortslage Friedrichsaue vermutlich an Friedrichstal angelehnt, eine Aue ist eine Flusswiese (hier das Wupperufer) | |
| Friedrichshöhe                | Widdert              |                                                 | Ortslage Friedrichshöhe, vermutlich an Friedrichstal angelehnt, oberhalb gelegener Wohnplatz | |
| Friedrichstal                 | Widdert              |                                                 | Hofschaft Friedrichstal, vermutlich nach dem Familiennamen Frieder | Der Name der Hofschaft war bereits vor 1487 existent |
| Friedrichstaler Straße        | Widdert              |                                                 | siehe Friedrichstal | |
| Friedrichstraße               | Mitte                |                                                 | Friedrich III. (1831–1888), Deutscher Kaiser und König von Preußen im Dreikaiserjahr 1888 | Die Straße trug bis zum 6. Januar 1939 den Namen Friedrichstraße, als der Name in Ludwig-Woltmann-Straße geändert wurde, im Zuge der Entnazifizierung wurde diese Änderung am 28. Juni 1945 wieder zurückgenommen |
| Friesenstraße                 | Wald                 |                                                 | Ortslage Friesenhäuschen, der Name leitet sich wiederum vom Familiennamen Friese ab | Die Straße erhielt ihren Namen am 18. Juni 1901, als die Stadt Wald einigen zuvor namenlosen Straßen im Stadtgebiet einen Namen gab |
| Fritz-Gräbe-Straße            | Gräfrath             |                                                 | Hermann Friedrich „Fritz“ Gräbe (1900–1986), Solinger NS-Widerstandskämpfer | Die neu angelegte Straße als Abzweig vom Heider Hof erhielt ihren Namen im Sommer 2017 |
| Fritz-Haber-Straße            | Mitte                | Nobelpreisträger                                | Fritz Haber (1868–1934), deutscher Chemiker | |
| Fritz-Reuter-Straße           | Höhscheid            |                                                 | Fritz Reuter (1810–1874), einer der einflussreichsten Dichter der niederdeutschen Sprache | Die Straße war bereits vor dem Bau der SBV-Siedlung existent und trägt deshalb nicht wie ihre Nachbarn den Namen eines Politikers, sie hieß zuvor ab 9. November 1897 Erfer Weg und wurde am 2. Dezember 1912 zur Fritz-Reuter-Straße |
| Fronhof                       | Mitte                | Historische Namen                               | nach dem Fronhof der Abtei Altenberg in Solingen, der Fronhof ist der Wohnsitz (= hof) der Herren (=Fron-), und zwar der Herren von Solingen | Der Name wurde einer Urkunde zufolge im Jahre 1363 als Vroynhof eingeführt, die Herren von Solingen sind bereits 1168 in einer Urkunde erwähnt |
| Frühlingstraße                | Aufderhöhe           |                                                 | Benennung ohne besonderen Grund | |
| Fuchsweg                      | Wald                 |                                                 | Fuchs, Säugetier | |
| Fuhr                          | Wald                 |                                                 | Hofschaft Fuhr, womöglich von Fahrtweg abgeleitet | Der Name der Hofschaft war bereits vor 1715 existent |
| Fuhrstraße                    | Wald                 |                                                 | siehe Fuhr | |
| Fürk                          | Merscheid            |                                                 | Hofschaft Fürk, der Name leitet sich wahrscheinlich vom Föhrenbaum ab (der Kiefer) | Der Name der Hofschaft war bereits vor 1645 existent |
| Fürkeltrath                   | Gräfrath             |                                                 | Hofschaft Fürkeltrath, wohl die Rodung (=rath) der Föhrenbäume (der Kiefern) | |
| Fürker Irlen                  | Merscheid            |                                                 | Ortslage Fürker Irlen, Irlen leitet sich von Erlen ab, der Zusatz Fürker deutet auf eine Lage in der Nähe der Hofschaft Fürk hin | Die Straße trug zuvor den Namen Irlen, zur Unterscheidung von den Höhscheider Irlen wurde am 26. April 1935 die Ortsbezeichnung Fürker hinzugefügt |
| Fürker Straße                 | Merscheid            |                                                 | siehe Fürk | |
| Fürkerfeldstraße              | Merscheid            |                                                 | siehe Fürk | |
| Gabelsbergerstraße            | Höhscheid            |                                                 | Franz Xaver Gabelsberger (1789–1849), deutscher Stenograph, Begründer der deutschen Kurzschrift | Die Benennung erfolgte am 3. Oktober 1911 auf Antrag des Solinger Stenographen-Vereins Gabelsberger |
| Gabelstraße                   | Höhscheid            |                                                 | Gabel, Teil des Essbestecks | Solingen ist als Klingenstadt bekannt, so tragen einige Straßen Namen von Blankwaffen oder Besteck, ursprünglich gab es in diesem Wohngebiet eine Messer-, eine Gabel- und eine Löffelstraße, die Löffelstraße wurde in Wiener Straße umbenannt, die Straße erhielt ihren Namen am 9. Juni 1903 |
| Garnisonstraße                | Gräfrath             |                                                 | nach dem in den 1803 säkularisierten Gräfrather Klosterräumen untergebrachten Landwehrbataillon, daher auch der Name Exerzierplatz (heute Sportplatz Flockertsholz)                                                                                          | vormals Freiheitstraße, Umbenennung wegen Dopplung am 26. April 1935 |
| Gartenstraße                  | Gräfrath             |                                                 | Benennung ohne besonderen Grund | |
| Gärtnerstraße                 | Merscheid            | Handwerker                                      | Gärtner, Gartenarbeiter | |
| Garzenhaus                    | Wald                 |                                                 | Hofschaft Garzenhaus, nach dem Familiennamen Garze | Der Name war bereits vor 1715 existent |
| Gasstraße                     | Höhscheid            |                                                 | nach dem ehemals dort befindlichen städtischen Gaswerk | Das ehemalige Gaswerk war bis 1981 Standort der Betriebsgebäude der Stadtwerke Solingen, ehe der Neubau an der Beethovenstraße bezogen wurde, heute werden die Gebäude durch die Stadt Solingen genutzt, auch das Stadtarchiv Solingen ist dort untergebracht |
| Gaußweg                       | Höhscheid            | Astronomen, Mathematiker, Geographen            | Johann Carl Friedrich Gauß (1777–1855), deutscher Mathematiker, Astronom, Geodät und Physiker | |
| Gazellenstraße                | Mitte                |                                                 | nach der Firma Gebr. Krusius, die an der Straße die ersten Häuser errichtete und als Wortmarke u. a. eine Gazelle führte | Die kleine Straße am Mangenberg erhielt ihren Namen am 9. Januar 1924 aufgrund des Eigenvorschlags des Unternehmens Krusius durch die Walder Stadtverordneten |
| Gebhardtstraße                | Wald                 | Maler und Bildhauer                             | Eduard Gebhardt (1838–1925), deutscher Maler | |
| Geibelstraße                  | Merscheid            |                                                 | Emanuel Geibel (1815–1884), deutscher Lyriker | Südlich des Stadtgartens tragen drei Straßen die Namen berühmter Schriftsteller, Grabbe-, Gellert- und Geibelstraße |
| Geilenberg                    | Mitte                |                                                 | Hofschaft Geilenberg, nach dem altdeutschen Familiennamen Geido | Der Name war bereits vor 1488 existent |
| Geilenberger Weg              | Mitte                |                                                 | siehe Geilenberg | |
| Gellertstraße                 | Merscheid            |                                                 | Christian Fürchtegott Gellert (1715–1769), deutscher Dichter und Moralphilosoph der Aufklärung | Südlich des Stadtgartens tragen drei Straßen die Namen berühmter Schriftsteller, Grabbe-, Gellert- und Geibelstraße |
| Georg-Herwegh-Straße          | Höhscheid            | Politiker                                       | Georg Herwegh (1817–1875), revolutionärer deutscher Dichter | Die Benennung der Straße erfolgte im Zuge des Baus SBV-Wohnsiedlung Weegerhof am 16. März 1928 |
| Georg-Meistermann-Platz       | Gräfrath             |                                                 | Georg Meistermann (1911–1990), Solinger Kunst- und Glasmaler | Die Platzbenennung erfolgte im Jahr 2011 im Zuge der Umbenennung des Museums Baden in Kunstmuseum Solingen. Meistermann ist dabei die einzige Persönlichkeit, die in Solingen mit gleich zwei Straßennamen geehrt wird. Der Georg-Meistermann-Platz vor dem Kunstmuseum kam zur seit 2003 bestehenden Walder Meistermannstraße hinzu. |
| Georgestraße                  | Wald                 |                                                 | Stefan George (1868–1933), deutscher Dichter | Zur Begründung heißt es bei Brangs: „Prophet vom Anbruch des neuen Reiches“, die Straße trug zuvor den Namen Schillerstraße, die Umbenennung wegen der Dopplung erfolgte am 26. April 1935 |
| Geranienweg                   | Aufderhöhe           | Botanik Blumen                                  | Geranie, Gattung der Familie Storchschnabelgewächse | |
| Gerberstraße                  | Gräfrath             |                                                 | nach einer früher an dieser Straße befindlichen Gerberei | |
| Gerhard-Hebborn-Straße        | Aufderhöhe           |                                                 | Gerhard Hebborn (1878–1967), erster gewählter ehrenamtlicher Oberbürgermeister von Solingen (1946–1948) | In der SBV-Neubausiedlung Börkhauser Feld tragen seit Anfang der 2000er die neu angelegten Straßen die Namen berühmter Solinger Bürger und Oberbürgermeister mit Kontakt zum Spar- und Bauverein Solingen |
| Gerhart-Hauptmann-Straße      | Aufderhöhe           |                                                 | Gerhart Hauptmann (1862–1946), Schriftsteller des deutschen Naturalismus | |
| Gerichtstraße                 | Mitte                |                                                 | Standort des Amtsgerichts bis 1875 (früher: Friedensgericht) | |
| Germanenstraße                | Gräfrath             | Alte deutsche Volksstämme                       | Germanen, Volksstamm | |
| Gernotweg                     | Gräfrath             | Nibelungensage                                  | Gernot, einer der Burgundenkönige in der Nibelungensage | |
| Gertrudisstraße               | Mitte                | Weibliche Vornamen                              | Gertrudis, Vorname | |
| Gesundheitstraße              | Aufderhöhe           |                                                 | Standort des Krankenhauses Bethanien (zum Zeitpunkt der Straßenbenennung ein Sanatorium) | Die Straße erhielt ihren Namen am 17. Mai 1900 |
| Gillich                       | Aufderhöhe           |                                                 | Ortslage Gillich | |
| Gillicher Dahl                | Aufderhöhe           |                                                 | ehemalige Ortslage Gillicher Dahl, Dahl leitet sich von Tal ab, der Zusatz Gillicher deutet auf eine Lage in der Nähe von Gillich hin | Der Hofschaftsname lautete vor 1935 nur Dahl, zur Unterscheidung von der anderen Hofschaften desselben Namens im Stadtgebiet wurde am 26. April 1935 die Ortsbezeichnung Gillicher hinzugefügt |
| Gillicher Straße              | Aufderhöhe           |                                                 | siehe Gillich | vormals Schützenstraße, Umbenennung wegen Dopplung am 26. April 1935 |
| Ginsterweg                    | Mitte                | Botanik Sträucher                               | Ginster, Gattung der Familie Hülsenfrüchte | |
| Giselherweg                   | Gräfrath             | Nibelungensage                                  | Giselher, Akteur der Nibelungensage | |
| Gläßnerstraße                 | Höhscheid            |                                                 | Louis Gläßner (1844–1920), Bürgermeister von Höhscheid von 1881 bis 1911 | Die Höhscheider Stadtverordneten nannten die Verbindungsstraße zwischen Hossenhaus und Mittelpilghausen am 18. Juli 1899 Frühlingstraße, als die Umbenennung wegen Dopplung des Namens anstand, schlug die Verwaltung Ende 1934 die Umbenennung in Mittelpilghauser Weg vor, doch man entschied sich zu Ehren Gläßners am 26. April 1935 anders |
| Gleiwitzer Straße             | Wald                 | Ostdeutsche Städtenamen                         | Gleiwitz, Stadt in Polen | |
| Glockenheide                  | Ohligs               |                                                 | Glocken-Heide, Art der Gattung Heidekräuter (Erica) | Die Straße erschließt das neue Wohngebiet auf dem Gelände des ehemaligen Stadions am Hermann-Löns-Weg und erhielt ihren Namen auf Wunsch der Grünen angelehnt an ortstypische Pflanzen- und Tierarten der nahen Ohligser Heide nach Beschluss der Bezirksvertretung Ohligs/Aufderhöhe/Merscheid im Herbst 2018 |
| Glockenstraße                 | Höhscheid            |                                                 | an der Straße befindet sich die katholische Pfarrkirche St. Suitbertus mit ihren Kirchenglocken | Die Straße hieß vormals Grenzstraße nach der dort verlaufenden Stadtgrenze Höhscheid–Solingen, nach der Städtevereinigung existierten in Solingen drei Grenzstraßen, der Pfarrer von St. Suitbertus regte bereits 1933 die Umbenennung in Suitbertusstraße an, die Stadt favorisierte 1934 für die gesamte Straße (+Hohlstraße) den Namen Obenpilghauser Weg, dies scheiterte an den Wirtschaftsverbänden, am 26. April 1935 wurde die Straße auf Wunsch der Anwohner zur Glockenstraße |
| Gluckstraße                   | Wald                 | Komponisten                                     | Christoph Willibald Gluck (1714–1787), deutscher Komponist der Vorklassik | |
| Glüder                        | Höhscheid            |                                                 | Hofschaft Glüder | Der Hofschaftsname ist bereits seit vor 1672 existent |
| Goebenstraße                  | Höhscheid            |                                                 | August Karl von Goeben (1816–1880), preußischer General, der im Krieg gegen die Franzosen am 19. Januar 1871 bei Saint-Quentin einen Sieg feierte | In den vorkrieglichen Vierteln um Bismarck- und Bülowplatz tragen einige Straßen noch immer die Namen preußischer Generäle und Staatsmänner, die Straßenbenennung erfolgte am 4. März 1902 |
| Goerdelerstraße               | Mitte                |                                                 | Carl Friedrich Goerdeler (1884–1945), deutscher Politiker (DNVP) und Widerstandskämpfer, Solinger Lokalpolitiker | Die Straße ist eine der wenigen Straßen in der Solinger Innenstadt ohne historisches Vorbild und sollte der Entlastung der unteren Hauptstraße vom Individualverkehr dienen. Sie wurde Anfang der 1950er Jahre angelegt und erhielt auf Anregung des Oberstadtdirektors Gerhard Berting am 24. Juli 1952 ihren Namen. Die Verlängerung zum Mühlenplatz erfolgte erst 1966/1967 |
| Goethestraße                  | Höhscheid            | Dichter und Literaten                           | Johann Wolfgang von Goethe (1749–1832), einer der bedeutendsten deutschen Dichter | |
| Goldberger Weg                | Aufderhöhe           | Schlesien, Patenschaft Goldberg                 | Goldberg, Stadt in Polen, Solingen übernahm die Patenschaft 1955 | |
| Goldstraße                    | Ohligs               |                                                 | ? | |
| Gönrather Straße              | Merscheid            |                                                 | nach den drei Höfen Gönrath (Unten-, Mittel-, Obengönrath), der Name bedeutet wahrscheinlich jenseitige Rodung (-rath) | Der Name ist bereits seit 1488 existent |
| Gosse                         | Aufderhöhe           |                                                 | Ortslage Gosse, der Name deutet auf eine Abwasserrinne hin | Der Name war bereits vor 1488 existent |
| Gotenstraße                   | Gräfrath             | Alte deutsche Volksstämme                       | Goten, ostgermanisches Volk | |
| Götsche                       | Ohligs               |                                                 | Ortslage Götsche | |
| Gottfried-Kinkel-Weg          | Höhscheid            | Politiker                                       | Gottfried Kinkel (1815–1882), deutscher Theologe und Politiker | Die Benennung der Straße erfolgte im Zuge des Baus SBV-Wohnsiedlung Weegerhof am 16. März 1928 |
| Gottlieb-Heinrich-Straße      | Wald                 |                                                 | Gottlieb Heinrich (1856–1921), Bürgermeister von Wald von 1888 bis 1920 | vormals Gasstraße nach dem dortigen Gaswerk, Umbenennung wegen Dopplung am 26. April 1935 |
| Goudastraße                   | Höhscheid            |                                                 | Gouda, Stadt in den Niederlanden, Solingens Partnerstadt seit 1957 | |
| Grabbestraße                  | Merscheid            |                                                 | Christian Dietrich Grabbe (1801–1836), deutscher Dramatiker des Vormärz | Südlich des Stadtgartens tragen drei Straßen die Namen berühmter Schriftsteller, Grabbe-, Gellert- und Geibelstraße |
| Grabenstraße                  | Ohligs               |                                                 | ? | |
| Graf-Adolf-Straße             | Burg                 |                                                 | Adolf V. von Berg († 28. oder 29. September 1296), Regent der Grafschaft Berg von 1259 bis 1296 | |
| Graf-Engelbert-Straße         | Mitte                |                                                 | Engelbert von Berg, später genannt der Heilige (1185/6–1225), als Engelbert I. Erzbischof von Köln sowie als Engelbert II. Graf von Berg | vormals Armenhäusergasse (bis 1878), nach dem Bau der Schule 1878 Schulstraße, Umbenennung wegen Dopplung am 26. April 1935 |
| Graf-Wilhelm-Platz            | Mitte                |                                                 | Wilhelm II. von Berg, Herzog von Berg, verlieh Solingen am 23. Februar 1374 die Stadtrechte | |
| Gräfrather Markt              | Gräfrath             |                                                 | Marktplatz in Gräfrath | Der Platz trug zuvor den Namen Marktplatz und wurde nach der Städtevereinigung um den Zusatz des Stadtteils erweitert, Umbenennung am 26. April 1935 |
| Gräfrather Straße             | Wald                 |                                                 | nach der früher selbständigen Stadt Gräfrath | Die Straße erhielt ihren Namen in den 1880er Jahren |
| Grenzstraße                   | Ohligs               |                                                 | die Straße bildet die Stadtgrenze zwischen Ohligs, Haan und Hilden | Nach der Städtevereinigung gab es in Solingen drei Grenzstraßen, die Ohligser behielt ihren Namen, da sie als einzige immer noch eine Stadtgrenze bildete, die Grenzen zwischen Wald und Gräfrath (heute Heresbachstraße) und zwischen Höhscheid und Solingen (heute Glockenstraße) bestanden nicht mehr, die Benennung erfolgte am 25. Oktober 1889 |
| Greuel                        | Aufderhöhe           |                                                 | Ortslage Greuel | Die Ortsbezeichnung kommt in vielen Orten vor, z. B. auch in Greuel (Remscheid) |
| Grillparzerstraße             | Aufderhöhe           | Dichter des deutschen Sprachraumes              | Franz Grillparzer (1791–1872), österreichischer Schriftsteller, der vor allem als Dramatiker hervorgetreten ist | |
| Grimmstraße                   | Mitte                |                                                 | nach den Gebrüdern Grimm, Jacob Grimm (1785–1863), Wilhelm Grimm (1786–1859), Sprachwissenschaftler und Volkskundler | vormals Arndstraße, Umbenennung wegen Dopplung am 26. April 1935 |
| Gröditzberg                   | Aufderhöhe           | Schlesien, Patenschaft Goldberg                 | Gröditzberg, Erhebung in der Nähe von Goldberg in Schlesien | |
| Grünbaumstraße                | Krahenhöhe           |                                                 | nach dem ehemaligen Hofschaftsnamen Am grünen Baum, der sich in der Nähe befand, die Hintergründe sind aber nicht bekannt | Die Straße erhielt ihren Namen im Jahre 1894 in Anlehnung an den alten Hofschaftsnamen |
| Grund                         | Gräfrath             |                                                 | Ortslage Grund, Grund in der Bedeutung Tal | |
| Grundstraße                   | Höhscheid            |                                                 | nach dem Heidberger Grund (= Heidberger Tal), in das die Straße führt | |
| Grunenburg                    | Mitte                |                                                 | Hofschaft Grunenburg, einer Sage nach soll sich dort einmal eine Wallburg befunden haben | Der Name war bereits vor 1715 existent |
| Grünental                     | Widdert              |                                                 | Flurname | |
| Grünewalder Straße            | Höhscheid            |                                                 | nach dem Ort Grünewald, der seinen Namen von einem großen Restaurant Zum Grünewald hat, das an der Straße lag, der Volksmund übertrug den Namen auf die gesamte Straße                                                                                       | Der Name der Straße lautete bis in die Mitte des 19. Jahrhunderts Weeg bzw. Weeger Straße, der Volksmund gab einem Haus an der Straße den Namen Am grünen Esel, was den Restaurantbetreiber zu seinem Namen verleitete |
| Grünstraße                    | Ohligs               |                                                 | Benennung ohne besonderen Grund | Die Gegend gehörte lange zur alten Hofschaft Bockstiege, im Bauboom der 1870er Jahre wurde ihr der neue Name geben, in den 1930er Jahren scheiterte die Umbenennung der Straße in Admiral-Scheer-Straße an den Wirtschaftsverbänden |
| Gudrunstraße                  | Gräfrath             | Nibelungensage                                  | Gudrun, Akteurin der Nibelungensage | |
| Guntherstraße                 | Gräfrath             | Nibelungensage                                  | Gundahar, Sagengestalt der Nibelungensage | |
| Gütchen                       | Gräfrath             |                                                 | Hofschaft Gütchen, der Name lässt auf ein kleines Gut schließen | Der Name war bereits vor 1594 existent |
| Gutenbergstraße               | Höhscheid            |                                                 | Johannes Gutenberg (um 1400–1468), Erfinder des modernen Buchdrucks | Die Benennung der Straße erfolgte am 21. Mai 1908 |
| Haaner Berg                   | Wald                 |                                                 | Straße am Berghang, der zur Nachbarstadt Haan abfällt | vormals ebenfalls Haaner Straße, Umbenennung am 26. April 1935 als Haanerberg |
| Haaner Straße                 | Wald                 |                                                 | nach der Gartenstadt Haan | |
| Haasenmühle                   | Höhscheid            |                                                 | Hofschaft Haasenmühle nach der heute noch vorhandenen Mühle der Besitzerfamilie Hase oder Haase | |
| Habichthöhe                   | Höhscheid            | Zoologie Vögel                                  | Habicht, Familie der Ordnung Greifvögel | |
| Hacketäuerstraße              | Mitte                |                                                 | nach den Hacketäuern, umgangssprachlich Angehörigen des Infanterie-Regiments Nr. 16 der Preußischen Armee, in dem viele Solinger dienten | |
| Hackhausen                    | Ohligs               |                                                 | Ortslage Hackhauser Hof, ursprünglich Hachhusen, möglicherweise ist Hach abgeleitet von Hagen (= Waldstück); auch Schloss Hackhausen | Der Ortsname ist bereits seit 1342 nachgewiesen |
| Hackhauser Straße             | Ohligs               |                                                 | siehe Hackhausen | |
| Hagedornweg                   | Aufderhöhe           | Botanik Sträucher                               | Hagedorn, Sträuchergattung | |
| Hagenstraße                   | Gräfrath             | Nibelungensage                                  | Hagen von Tronje, Figur aus der Nibelungensage | Die Straße trug den Namen Taubenstraße, bevor sie am 15. Juni 1935 in Hans-Schemm-Straße umbenannt wurde, im Zuge der Entnazifizierung wurde der Name am 28. Juni 1945 in Hagenstraße geändert |
| Hahnenhaus                    | Wald                 |                                                 | ehemalige Hofschaft Hahnenhaus, vermutlich nach dem Familiennamen Hahn | |
| Hahnenhauser Feld             | Wald                 |                                                 | siehe Hahnenhaus | |
| Hahnenhausstraße              | Wald                 |                                                 | siehe Hahnenhaus | Die Straße hieß zuvor Jägerstraße und wurde am 26. April 1935 wegen der Dopplung nach der Städtevereinigung umbenannt |
| Hahnstraße                    | Burg                 |                                                 | ? | |
| Halfenweiherplatz             | Wald                 |                                                 | nach dem dort ehemals befindlichen Halfenweiher (Teich, heute Parkplatz), ein Halfe bewirtschaftete das Gut gegen Abgabe des halben Ertrages (Halfwinner) | |
| Halfeshof                     | Mitte                |                                                 | nach dem Halfeshof, Halfeshof ist die neuere Bezeichnung für den Windfelner Hof, der von einem sogenannten Halfmann verwaltet wurde, Halfe leitet sich von Halbgewinner ab, d. h. ein Pächter bewirtschaftete das Gut gegen Abgabe des halben Ertrages       | Die Straßenbenennung erfolgte offiziell mit der Errichtung der Jugendhilfeeinrichtung Halfeshof am 11. April 1910 |
| Halfesweg                     | Mitte                |                                                 | siehe Halfeshof | |
| Hamburger Straße              | Ohligs               | Deutsche Städte                                 | Hamburg, zweitgrößte Stadt Deutschlands | |
| Hammerfeldweg                 | Höhscheid            |                                                 | der Feldweg führt zum Kotter Hammer | vormals Sommerstraße, Umbenennung wegen Dopplung am 26. April 1935 |
| Hammerstraße                  | Merscheid            |                                                 | die Straße führt zum ehemaligen Dahler Hammer | Die Straße erhielt ihren Namen am 24. April 1884 |
| Händelstraße                  | Ohligs               |                                                 | Georg Friedrich Händel (1685–1759), deutsch-britischer Komponist des Barocks | vormals Richard-Wagner-Straße, Umbenennung nach der Städtevereinigung wegen Dopplung |
| Hansastraße                   | Ohligs               |                                                 | Hanse, mächtiger Städtebund im Mittelalter | vormals Casinostraße, Umbenennung wegen Dopplung am 26. April 1935 |
| Hans-Keßler-Straße            | Ohligs               |                                                 | Hans Kessler (1918–1988), Solinger CDU-Politiker, Ohligser Lokalpatriot und Träger des Ehrenrings der Stadt Solingen (1977) | |
| Hartmannstraße                | Wald                 | Philosophen und Gelehrte                        | Nicolai Hartmann (1882–1950), deutscher Philosoph | |
| Hasencleverstraße             | Burg                 |                                                 | nach der Remscheider Fabrikantenfamilie Hasenclever, der unter anderem Johann Peter Hasenclever (1810–1853), Maler des 19. Jahrhunderts und der Burger Ehrenbürger Moritz Hasenclever (1848–1907) entsprungen sind                                           | Die Straße erhielt ihren ursprünglichen Namen Moritz-Hasenclever-Straße im Jahr 1903, Moritz Hasenclever war von 1902 bis 1907 Vorsitzender des Schlossbauvereins und Ehrenbürger der Stadt Burg, der Rat entschied 1974, ein Jahr vor dem Anschluss Burgs an Solingen über die Streichung des Vornamens |
| Hasseldeller Ufer             | Mitte                |                                                 | abgeleitet von der Flurbezeichnung Hasseldelle, Hassel leitet sich vom Haselstrauch ab, eine Delle bezeichnet eine Senkung, der Zusatz Ufer bezieht sich hier auf das Ufer des Hasseldeller und des Stöckener Bachs                                          | Der Name wurde offiziell am 26. April 1935 vergeben, zuvor war der dortige Bauernhof ein Teil der Streusiedlung Im Klauberg gewesen |
| Hasseldeller Weg              | Mitte                |                                                 | siehe Hasseldelle | Die Straße hieß ursprünglich Dellestraße, zur Vermeidung von Verwechslungsgefahren mit der Deller Straße in Wald (abgeleitet von der dortigen Hofschaft Delle) erhielt sie am 26. April 1935 ihren heutigen Namen |
| Hasselstraße                  | Mitte                |                                                 | siehe Hasseldelle | |
| Hästen                        | Höhscheid            |                                                 | nach der Hofschaft III. Hästen, dies wohl abgeleitet von den Worten Hesten oder Heister, die laut Brangs „junge verkrüppelte Bäume“ bzw. künstlich zurechtgestutzte Bäume zum Vogelfang bezeichnen                                                           | Insgesamt gab es drei Hofschaften mit dem Namen Hästen und drei Hästener Wege, der Name war bereits vor 1488 existent |
| Hästener Weg                  | Höhscheid            |                                                 | nach den dortigen Hofschaften I. und II. Hästen, zur Bedeutung siehe Hästen | |
| Hauffstraße                   | Gräfrath             | Märchen                                         | Wilhelm Hauff (1802–1827), deutscher Schriftsteller der Romantik, Herausgeber von Hauffs Märchen | |
| Haumannstraße                 | Mitte                |                                                 | Friedrich Haumann (1857–1924), Bürgermeister von 1894 bis 1896, danach bis 1906 erster Oberbürgermeister von Solingen | Im Wohngebiet nordöstlich des Rathauses tragen zwei Straßen die Namen ehemaliger Oberbürgermeister, die Haumann- und die Van-Meenen-Straße, die Haumannstraße hieß bis 1935 Moltkestraße |
| Hauptstraße                   | Mitte                |                                                 | Hauptstraße und ehemalige Hauptverkehrsstraße durch die Solinger Innenstadt, heute Fußgängerzone | Die Straße trug im 19. Jahrhundert den Namen An der Börse nach dem Standort für Warenhandel, hieß danach Hauptstraße und wurde am 15. Juni 1935 in Moeller-v.-d.-Bruck-Straße umbenannt, am 28. Juni 1945 erfolgte die Rückbenennung, damals reichte die Straße nach Norden bis zum Schlagbaum, der Teil zwischen Mühlenplatz und Schlagbaum erhielt jedoch 1976 den Namen Konrad-Adenauer-Straße                                                                                       |
| Haus Grünewald                | Gräfrath             |                                                 | Haus Grünewald, repräsentatives Anwesen mit Englischem Garten, Anfang des 19. Jahrhunderts erbaut | |
| Häuschen                      | Wald                 |                                                 | Ortslage Häuschen | |
| Haynauer Weg                  | Aufderhöhe           | Schlesien, Patenschaft Goldberg                 | Haynau, Stadt in Polen | |
| Hebbelstraße                  | Höhscheid            | Dichter und Literaten                           | Friedrich Hebbel (1813–1863), deutscher Dramatiker und Lyriker | |
| Heckener Straße               | Wald                 |                                                 | ehemalige Hofschaft Hecken, womöglich abgeleitet von der Hecke | Der Flurname Hecken ist seit mindestens 1500 existent, die Straße trug vormals den Namen Untenscheidt, die Umbenennung erfolgte auf Wunsch der Anwohner am 2. Mai 1912 |
| Hegelring                     | Wald                 | Philosophen und Gelehrte                        | Georg Wilhelm Friedrich Hegel (1770–1831), deutscher Philosoph, der als wichtigster Vertreter des deutschen Idealismus gilt | Die Straße führt ringförmig durch die Hochhaussiedlung |
| Heidberg                      | Mitte                |                                                 | nach der früheren Hofschaft II. Heidberg, ein Berg, an dessen Abhängen Heidekräuter wachsen (Erika) | Der Hofschaftsname ist bereits vor 1488 existent gewesen |
| Heide                         | Wald                 |                                                 | Hofschaft Heide | Der Name ist bereits seit 1594 existent |
| Heider Hof                    | Gräfrath             |                                                 | Hofschaft Heider Hof, also ein Hof in dessen Umgebung Heidekraut wächst | Der Name ist bereits vor 1715 vorhanden gewesen |
| Heidstraße                    | Wald                 |                                                 | Flurname | |
| Heidufer                      | Wald                 |                                                 | Ortslage Heidufer, ein mit Heidekraut bewachsener Hang | |
| Heiler Kotten                 | Widdert              |                                                 | Heiler Kotten, ursprünglich als Kotten in der Heel erwähnt, es könnte sich also um einen Kotten in der Schlucht handeln | Der Name war bereits weit vor 1605 existent |
| Heiler Straße                 | Widdert              |                                                 | vermutlich abgeleitet von dem Namen Heil | |
| Heiligenstock                 | Ohligs               |                                                 | Ortslage Heiligenstock, die Bezeichnung rührt wohl von einem uralten Buchenstock her (also einem Baumstumpf, der wieder austreiben kann), den die Überlieferung heilig nannte                                                                                | Die vormalige Scheider Straße, diese benannt nach der ehemaligen Hofschaft Scheid, wurde am 26. April 1935 aufgrund der Dopplung des Straßennamens umbenannt |
| Heiliger Born                 | Gräfrath             |                                                 | Flurname, einer Sage nach befand sich dort an der Itterquelle in vorchristlicher Zeit ein Ort, an dem Gottesdienste abgehalten wurden | Die Straße erhielt ihren Namen am 20. Juli 1935 |
| Heinestraße                   | Mitte                |                                                 | Heinrich Heine (1797–1856), einer der bedeutendsten deutschen Dichter, Schriftsteller und Journalisten des 19. Jahrhunderts | Die Straße trug zuvor den Namen Breitestraße, der aufgrund der Dopplung nach der Städtevereinigung am 26. April 1935 in Heinrich-Diehl-Straße geändert wurde, im Zuge der Entnazifizierung erfolgte dann am 28. Juni 1945 die Umbenennung in Heinestraße |
| Heisterbusch                  | Wald                 |                                                 | Flurname, ein Heisterbusch ist ein kranker oder abgestorbener Baum | |
| Helenenstraße                 | Mitte                |                                                 | nach dem weiblichen Vornamen Helene, die ersten fünf Häuser an der Straße errichtete Karl Decker, dessen Ehefrau mit Vornamen Helene hieß | |
| Heliosweg                     | Wald                 | Mythische Gottheiten                            | Helios, griechischer Sonnengott | |
| Hellerweg                     | Burg                 |                                                 | ? | |
| Helmholtzstraße               | Ohligs               | Forscher und Erfinder                           | Hermann von Helmholtz (1821–1894), deutscher Physiologe und Physiker | Neu angelegt erhielten die Straßen südlich der Deusberger Straße in der zweiten Hälfte der 1930er Jahre die Namen preußischer Generäle, die seit 1946/1947 Helmholtzstraße genannte Straße bekam dabei den Namen Linsingerstraße |
| Helsinkistraße                | Höhscheid            | Europäische Hauptstädte                         | Helsinki, Hauptstadt Finnlands | Favorit für die Benennung der neu angelegten Straße war die Berner Straße, doch dann hätte Verwechslungsgefahr zur Bergerstraße bestanden, so erhielt die Straße ihren heutigen Namen am 5. Juli 1977 |
| Henckelsstraße                | Höhscheid            |                                                 | Zwilling J. A. Henckels, weltbekanntes Schneidwarenunternehmen aus Solingen | An dieser Straße gegenüber dem Firmensitz errichtete die Firma Zwilling Anfang des 20. Jahrhunderts eine Arbeiterwohnsiedlung |
| Henri-Dunant-Straße           | Mitte                | Nobelpreisträger                                | Henry Dunant (1828–1910), Schweizer Gründer des Roten Kreuzes | |
| Henriettenstraße              | Wald                 |                                                 | nach einer Henriette Dorp, deren Familie durch Erbschaft die Grundstücke an der Straße besaß | |
| Hensberg                      | Aufderhöhe           |                                                 | Hofschaft Hensberg nach dem Familiennamen Hens | Der Name war bereits vor 1715 existent |
| Henshauser Feld               | Wald                 |                                                 | ehemalige Hofschaft Henshaus, wohl ebenfalls nach dem Familiennamen Hens | |
| Henshauser Straße             | Wald                 |                                                 | siehe Henshauser Feld | |
| Herbert-Schade-Weg            | Krahenhöhe           |                                                 | Herbert Schade (1922–1994), Solinger Leichtathlet und Olympiamedaillengewinner | Die Straße des Neubaugebietes befindet sich nahe der Herbert-Schade-Sportanlage an der Krahenhöhe |
| Herberger Straße              | Gräfrath             |                                                 | ehemalige Hofschaft Herberg, die naheliegende Vermutung der Name rühre von einer Herberge her, könne laut Brangs (noch) nicht bestätigt werden | |
| Herderstraße                  | Höhscheid            | Dichter und Literaten                           | Johann Gottfried Herder (1744–1803), deutscher Dichter, Übersetzer, Theologe sowie Geschichts- und Kultur-Philosoph der Weimarer Klassik | Die Straße trug zuvor den Namen Wielandstraße und wurde am 5. September 1911 umbenannt |
| Heresbachstraße               | Wald                 |                                                 | Konrad Heresbach (1496–1576), deutscher Humanist und Staatsmann am Hof der bergischen Herzöge | Die an der Stadtgrenze zwischen Gräfrath und Wald gelegene Straße erhielt am 3. Oktober 1889 den Namen Grenzstraße, nach der Städtevereinigung gab es in Solingen drei Grenzstraßen, von denen nur die Ohligser tatsächlich noch an einer Stadtgrenze lag, so wurden am 26. April 1935 die in Höhscheid zur Glockenstraße und die in Wald zur Heresbachstraße, nachdem sich der Vorschlag zu einer Benennung nach der Familie Krups nicht durchsetzte                                   |
| Heribertweg                   | Widdert              |                                                 | evtl. Heribert von Köln (um 970–1021), Erzbischof von Köln | |
| Hermann-Hesse-Weg             | Aufderhöhe           | Dichter des deutschen Sprachraumes              | Hermann Hesse (1877–1962), deutschsprachiger Schriftsteller, Dichter und Maler | |
| Hermann-Löns-Weg              | Ohligs               |                                                 | Hermann Löns (1866–1914), deutscher Journalist und Schriftsteller mit dem Landschaftsideal der Heide, Jäger, Natur- und Heimatdichter | Die vormalige Hasselsstraße (benannt nach dem Ort Hassels) erhielt nach der Städtevereinigung am 5. Mai 1934 wegen der Verwechslungsgefahr zur Hasselstraße ihren heutigen Namen |
| Hermann-Meyer-Straße          | Höhscheid            |                                                 | Hermann Meyer (1887–1943), einer der prägenden Geschäftsführer in den Aufbaujahren des Spar- und Bauvereins und ab dem Jahre 1912 dort beschäftigt | Die Straße trug nach ihrer Errichtung den Namen Karl-Marx-Allee und führt in die SBV-Vorzeigesiedlung Weegerhof, die in den 1920er Jahren errichtet wurde, am 22. April 1933 erfolgte die Umbenennung in Goebbelsallee nach NS-Propagandaminister Joseph Goebbels, Umbenennung im Zuge der Entnazifizierung am 28. Juni 1945 |
| Hermannstraße                 | Höhscheid            |                                                 | Hermann, fälschlich für Arminius, Cheruskerfürst, der im Jahre 9 n. Chr. das römische Heer unter Varus besiegte | |
| Hermelinstraße                | Höhscheid            |                                                 | Hermelin, Tiername | |
| Hermesstraße                  | Gräfrath             | Mythische Gottheiten                            | Hermes, griechische Gottheit | Die Straße wurde bereits bei Ausweisung des Gewerbegebietes Fürkeltrath I in den 2000er Jahren angelegt, die offizielle Namensgebung erfolgte jedoch erst mit dem ersten Neubau eines Gewerbebetriebs an der Straße im Jahr 2019 |
| Hertzweg                      | Höhscheid            | Astronomen, Mathematiker, Geographen            | Heinrich Hertz (1857–1894), deutscher Physiker | |
| Herzogstraße                  | Merscheid            |                                                 | Am Ende des 19. Jahrhunderts kümmerte sich ehrenamtlich angeblich der Taschenmesser-fabrikant Karl Gustav Rüttgers als Anlieger um den Zustand der Straße, Rüttgers trug aus heute ungeklärten Gründen den Spitz- und Beinamen Herzog                        | Die Straße erhielt ihren Namen auf Wunsch der Anlieger in Erinnerung an Rüttgers, als die Stadt Merscheid den Straßen im Ortskern um die Jahrhundertwende 19./20. Jahrhundert erstmals einen Namen gab, spätestens seit 1901 ist der Name Herzogstraße nachgewiesen |
| Hessenweg                     | Mitte                | Deutsche Landschaften                           | Hessen, Land in Südwestdeutschland | |
| Heukämpchenstraße             | Wald                 |                                                 | nach einem Namen | |
| Hildebrandstraße              | Gräfrath             | Nibelungensage                                  | Hildebrand, Akteur der Nibelungensage | vormals Bergstraße, Umbenennung wegen Dopplung am 26. April 1935 |
| Hildener Straße               | Ohligs               |                                                 | Straße führt in die Nachbarstadt Hilden | Die vormals nach der Ortsbezeichnung Trotzhilden bezeichnete Straße erhielt ihren heutigen Namen am 8. Dezember 1893 |
| Hillingweg                    | Widdert              | Solinger Geschichte, Klingenhandwerk, Bauerntum | nach dem bergischen Hillingfest, das traditionell vor der Eheschließung gefeiert wurde | Die kleine Straße auf der Vockerter Seite des Weinsbergtals erhielt ihren Namen im Jahre 1976 |
| Himbeerweg                    | Mitte                | Botanik Sträucher                               | Himbeer, Pflanzenart in der Familie der Rosengewächse | |
| Hingenberg                    | Höhscheid            |                                                 | Hofschaft Hingenberg, ursprünglich Hengenberg, Hengen könnte sich von Hinten abgeleitet haben, demnach bedeutet Hingenberg hinter dem Berg | |
| Hintenmeiswinkel              | Widdert              |                                                 | Hofschaft Hintenmeiswinkel, zusammen mit Vormeiswinkel zwei Höfe Meiswinkel, mit Meis- ist wahrscheinlich die Meise (Vogel) gemeint | |
| Hintenmeiswinkeler Weg        | Widdert              |                                                 | siehe Hintenmeiswinkel | |
| Hippergrund                   | Mitte                |                                                 | Flurname, der Jahrhunderte alte Name ist abgeleitet von dem Ortsnamen Hippe, also einer Ziege, und Grund, einer Talsenke, zusammengesetzt also einer Ziegenwiese im Tal, die von den Städtern genutzt wurde                                                  | |
| Hirschweg                     | Krahenhöhe           | Huftiere                                        | Hirsch, Waldtier | |
| Hochstraße                    | Ohligs               |                                                 | ? | |
| Höfchen                       | Widdert              |                                                 | Hofschaft Höfchen, ein kleines Hofgut | Der Name war bereits vor 1715 existent |
| Hoffnung                      | Mitte                |                                                 | Ortslage Hoffnung, Namensherkunft unbekannt | |
| Hofgerichtsweg                | Ohligs               |                                                 | nach dem Hofgericht in der Hofschaft Schnittert | vormals Industriestraße, Umbenennung wegen Dopplung am 26. April 1935, das Hofgericht befand sich trotz ihres Namens nicht an dieser Straße |
| Hofstraße                     | Merscheid            |                                                 | nach dem Merscheider Hof, zu dem die Straße führt | |
| Höhe                          | Merscheid            |                                                 | Hofschaft Höhe, im Volksmund In der Höhe, der Hof liegt auf halber Höhe der aufsteigenden Straße Ohligs–Merscheid–Mangenberg | |
| Hohenfriedberger Straße       | Ohligs               |                                                 | nach der Schlacht bei Hohenfriedberg am 4. Juni 1745, bei der Friedrich der Große gegen Österreich und die Sachsen gewann | |
| Hohenscheid                   | Höhscheid            |                                                 | Hohenscheid war einstmaliger Rittersitz, wahrscheinlich auch Wallburg und Gerichtsstätte, der Name rührt wohl von der Höhenlage und dem Ausdruck Scheid für Grenze her (auch im Sinne von Wasserscheide)                                                     | Der Name ist bereits vor 1488 existent gewesen |
| Höher Heide                   | Aufderhöhe           |                                                 | Ortslage Höher Heide, das Wort Höhe ist abgeleitet von dem Hofschaftsnamen Aufderhöhe, das Wort Heide beschreibt eine Heidelandschaft | |
| Höher Straße                  | Mitte                |                                                 | Hofschaft Höhe, im Volksmund In der Höhe, der Hof liegt auf halber Höhe der aufsteigenden Straße Ohligs–Merscheid–Mangenberg | |
| Hohlenpuhler Weg              | Widdert              |                                                 | Flurname, früher Hohlenpuhler Kotten, das Wupperufer erhebt sich nach Norden so steil, dass eine enge Schlucht entsteht (= Hohl), Puhl bezeichnet einen Stauteich, der Kotten lag also mit Stauteich in der Schlucht                                         | |
| Hohlstraße                    | Höhscheid            |                                                 | nach der Topographie der Straße, hohl in der Bedeutung steil aufragend, sich hoch auftürmend | |
| Höhmannsberg                  | Höhscheid            |                                                 | Hofschaft Höhmannsberg, abgeleitet von dem Familiennamen Höhmann | |
| Höhrath                       | Burg                 |                                                 | Ortslage Höhrath, südlich von Burg, der Name leitet sich ab von Höh-, das die Lage der Ortslage auf eine Anhöhe zum Ausdruck bringt und der Endung -rath, die eine Rodung des heute bebauten Gebietes beschreibt                                             | |
| Höhscheider Feld              | Höhscheid            |                                                 | Flurname, Höhscheid bezeichnet eine in der Höhe gelegene Grenze oder Wasserscheide, die Bezeichnung Feld erfolgte in Anlehnung an alte Flurbezeichnungen | |
| Höhscheider Hof               | Höhscheid            |                                                 | der Höhscheider Hof ist einer der ältesten Höfe der Gegend und als Fronhof der Abtei Altenberg einer der Ausgangspunkte der späteren Stadt | |
| Höhscheider Straße            | Ohligs/Aufderhöhe    |                                                 | nach dem Hofschaftsnamen Höhscheid | Die Straße wurde ab 1889 ausgebaut und erhielt im Zuge dessen ihren heutigen Namen |
| Höhscheider Weg               | Aufderhöhe           |                                                 | siehe Höhscheider Straße | Die Straße erhielt ihren Namen am 26. April 1935 |
| Holbeinstraße                 | Wald                 | Maler und Bildhauer                             | Hans Holbein der Jüngere (1497–1543), bedeutender Maler | vormals Bahnstraße, Umbenennung wegen Dopplung am 26. April 1935 |
| Hölderlinstraße               | Aufderhöhe           | Dichter des deutschen Sprachraumes              | Friedrich Hölderlin (1770–1843), zählt zu den bedeutendsten deutschen Lyrikern | |
| Holleweg                      | Gräfrath             | Märchen                                         | nach der Märchenfigur der Frau Holle in den Erzählungen der Gebrüder Grimm | |
| Holsteiner Straße             | Wald                 |                                                 | Holstein, zum Zeitpunkt der Straßenbenennung der südliche Teil der preußischen Provinz Schleswig-Holstein | |
| Holunderweg                   | Aufderhöhe           |                                                 | Holunder, Pflanzengattung in der Familie der Moschuskrautgewächse | |
| Holz                          | Wald                 |                                                 | Ortslage Holz, der Name offensichtlich von der bewaldeten Umgebung des Hofes abgeleitet | Der Name war bereits vor 1715 existent |
| Holzhof                       | Aufderhöhe           |                                                 | Ortslage Holzhof, ein Hof der am oder im Holz (= Wald) lag | Der Name war bereits vor 1488 existent |
| Holzkamp                      | Aufderhöhe           |                                                 | Ortslage Holzkamp, ein Feld im oder am Holz/Wald | Der Name war bereits vor 1488 existent |
| Holzkamper Weg                | Aufderhöhe           |                                                 | siehe Holzkamp | |
| Hoppenböcken                  | Höhscheid            |                                                 | Hofschaft Hoppenböcken, der Name setzt sich zusammen aus dem Familiennamen Hoppe und dem Begriff Böcken für Buchen | |
| Horn                          | Aufderhöhe           |                                                 | Hofschaft Horn, in der Bedeutung Ecke, Spitze, Winkel bezeichnet ein Landstück, das spitz in das Wasser oder auch in den Wald oder ein benachbartes Feld vorspringt                                                                                          | |
| Hossenhauser Straße           | Höhscheid            |                                                 | Hofschaft Hossenhaus nach dem Familiennamen Hosse | |
| Hübben                        | Merscheid            |                                                 | Hofschaft Hübben | Der Name war bereits vor 1488 existent |
| Hubert-Mallmann-Weg           | Höhscheid            |                                                 | Hubert Mallmann (1910–1994), langjähriger Solinger Lokalpolitiker (SPD) und Mitglied des Landtags in Nordrhein-Westfalen | Die neu angelegte Straße erhielt ihren Namen im Oktober 2012 |
| Hubertusstraße                | Ohligs               |                                                 | Hubertus, Schutzpatron der Jagd | vormals Schützenstraße nach der Schützenburg und dem Schützenplatz, Umbenennung in die thematisch ebenso passende Hubertusstraße am 26. April 1935 |
| Hügelstraße                   | Wald                 |                                                 | ? | |
| Hugo-Schaal-Weg               | Mitte                |                                                 | Hugo Schaal, langjähriges Vorstandsmitglied des Spar- und Bauvereins Cronenbergerstraße/Schillerstraße und Ratsmitglied | Die Benennung der Straße des SBV-Wohngebietes erfolgte am 2. November 1955 |
| Hülsen                        | Aufderhöhe           |                                                 | Hofschaft Hülsen, mit dem Wort sind Stechpalmen bzw. Ilex gemeint | Der Name ist bereits vor 1715 existent gewesen |
| Humboldtstraße                | Wald                 |                                                 | nach den Gebrüdern Humboldt, Alexander von Humboldt (1769–1859), deutscher Naturforscher und Wilhelm von Humboldt (1767–1835), deutscher Gelehrter und preußischer Staatsmann                                                                                | Die Namen der Humboldts trägt auch das dort befindliche Gymnasium, das Humboldtgymnasium |
| Hummelsburg                   | Burg                 |                                                 | Flurname, das Wort Hummels- soll von dem Namen Hofmann abgeleitet sein | |
| Hunoldstraße                  | Gräfrath             | Nibelungensage                                  | Hunold, Kämmerer und Kellermeister am Hofe Gunthers | |
| Hunsrückstraße                | Mitte                | Deutsche Landschaften                           | Hunsrück, deutsches Mittelgebirge | |
| Huttenstraße                  | Gräfrath             | Kirchengeschichte                               | Ulrich von Hutten (1488–1523), Reichsritter und Humanist, Kirchenkritiker, Unterstützer Luthers | vormals Talstraße, Umbenennung wegen Dopplung am 26. April 1935 |